# Умершие в феврале 2020 года
Это список известных людей, соответствующих установленным критериям значимости (см. Википедия:Критерии значимости персоналий), умерших в феврале 2020 года.
Причина смерти указывается лишь в исключительных случаях (убийство, самоубийство, гибель в результате военных действий, смертная казнь, ДТП или несчастные случаи). В остальных случаях — не указывается.

## 29 февраля

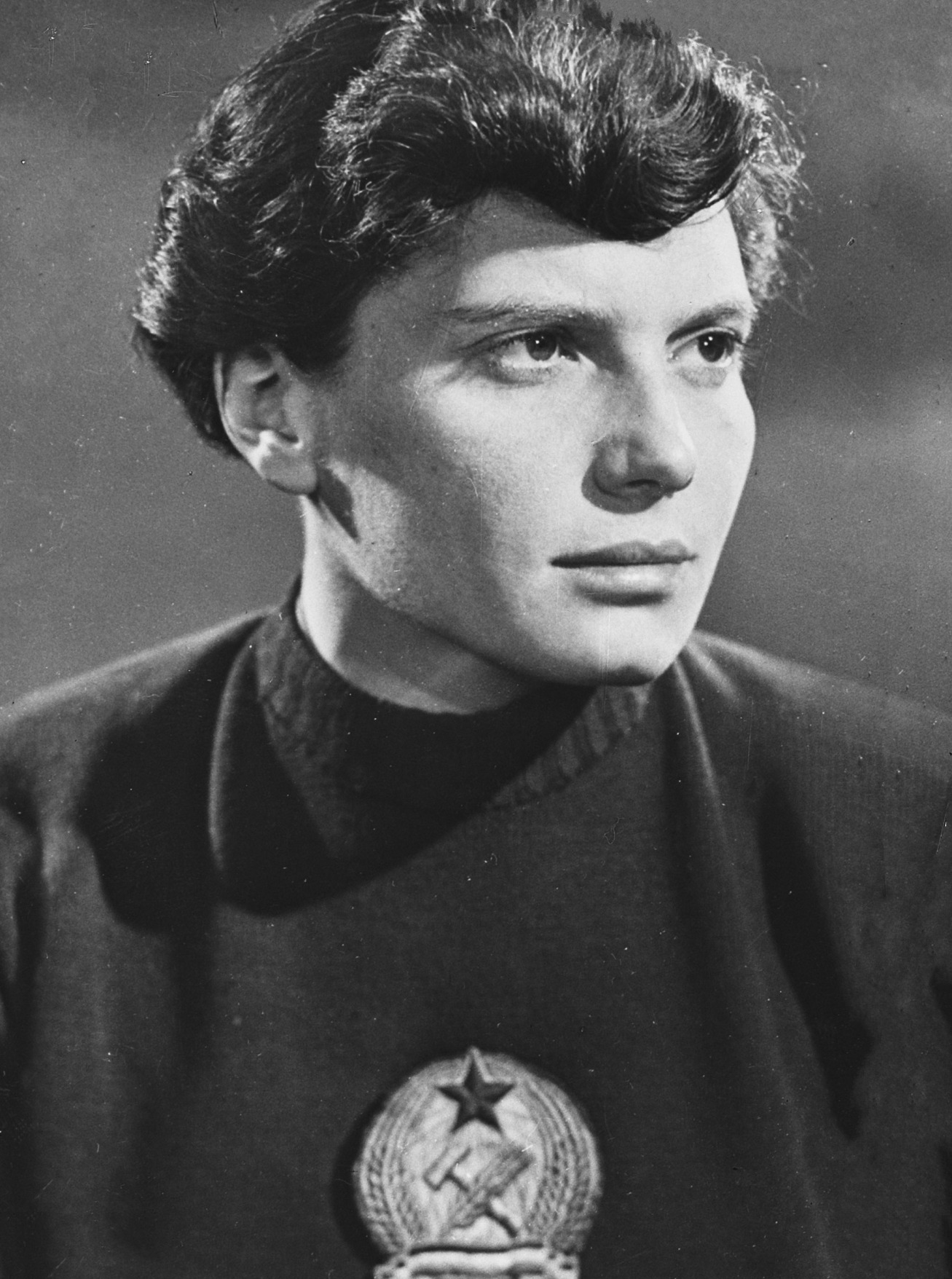
Эва Секей

- Ведерников, Андрей Георгиевич (60) — советский шоссейный велогонщик, чемпион мира (1981; Прага), заслуженный мастер спорта (1981); несчастный случай[1].
- Каллиник (Карусос) (93) — епископ Элладской православной церкви, митрополит Пирейский (1978—2006)[2].
- Капо, Вито (97) — албанский государственный деятель, министр лёгкой промышленности (1982—1990)[3].
- Лазер, Дитер (78) — немецкий актёр[4].
- Мендоса, Луис Альфонсо (55) — мексиканский актёр, режиссёр дубляжа и диктор; убит[5].
- Одесский, Павел Дмитриевич (83) — российский учёный в области металловедения в промышленности, доктор технических наук, заслуженный строитель Российской Федерации, почётный член РААСН[6].
- Палтинене, Нелли (91) — советская и литовская эстрадная певица[7].
- Полканов, Юрий Александрович (84) — советский и украинский геолог, минералог и караимовед, доктор геолого-минералогических наук, академик Академии технологических наук Украины[8].
- Пьер, Одиль (87) — французская органистка и композитор[9].
- Салманов, Агахан Али оглы (78) — азербайджанский актёр, артист Азербайджанского ТЮЗа, народный артист Азербайджана (2006)[10].
- Секей, Эва (92) — венгерская пловчиха, чемпионка летних Олимпийских игр в Хельсинки (1952), серебряный призёр летних Олимпийских игр в Мельбурне (1956)[11].
- Сидоров, Ярополк Петрович (84) — советский и российский тренер по лёгкой атлетике, заслуженный тренер РСФСР (1983)[12].
- Ходеев, Владислав Рудольфович (54) — российский футбольный арбитр[13].

## 28 февраля

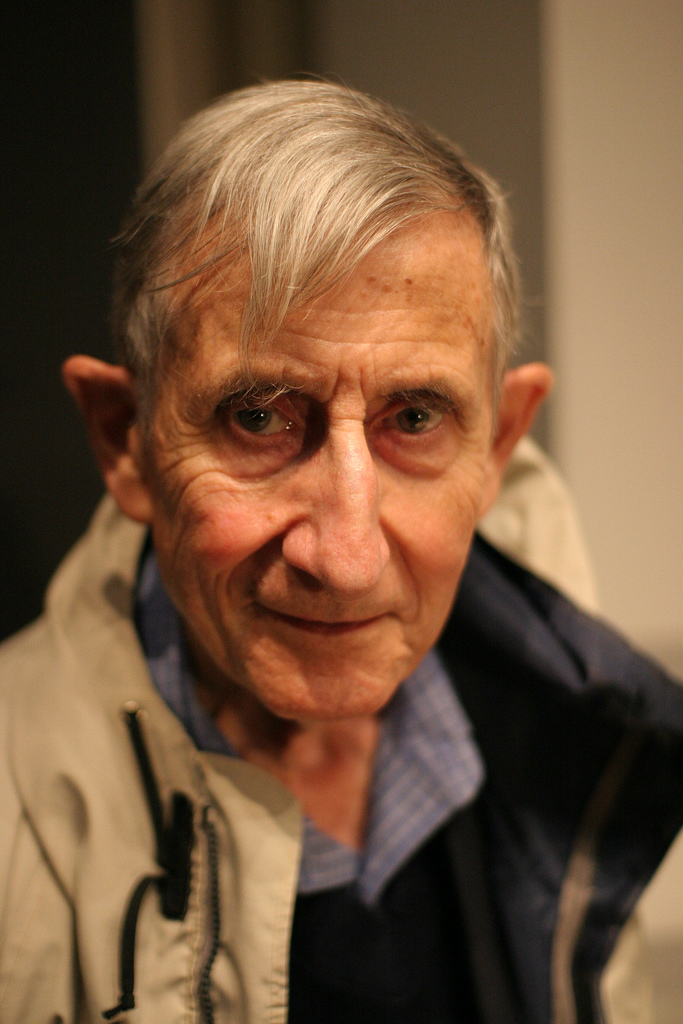
Фримен Дайсон

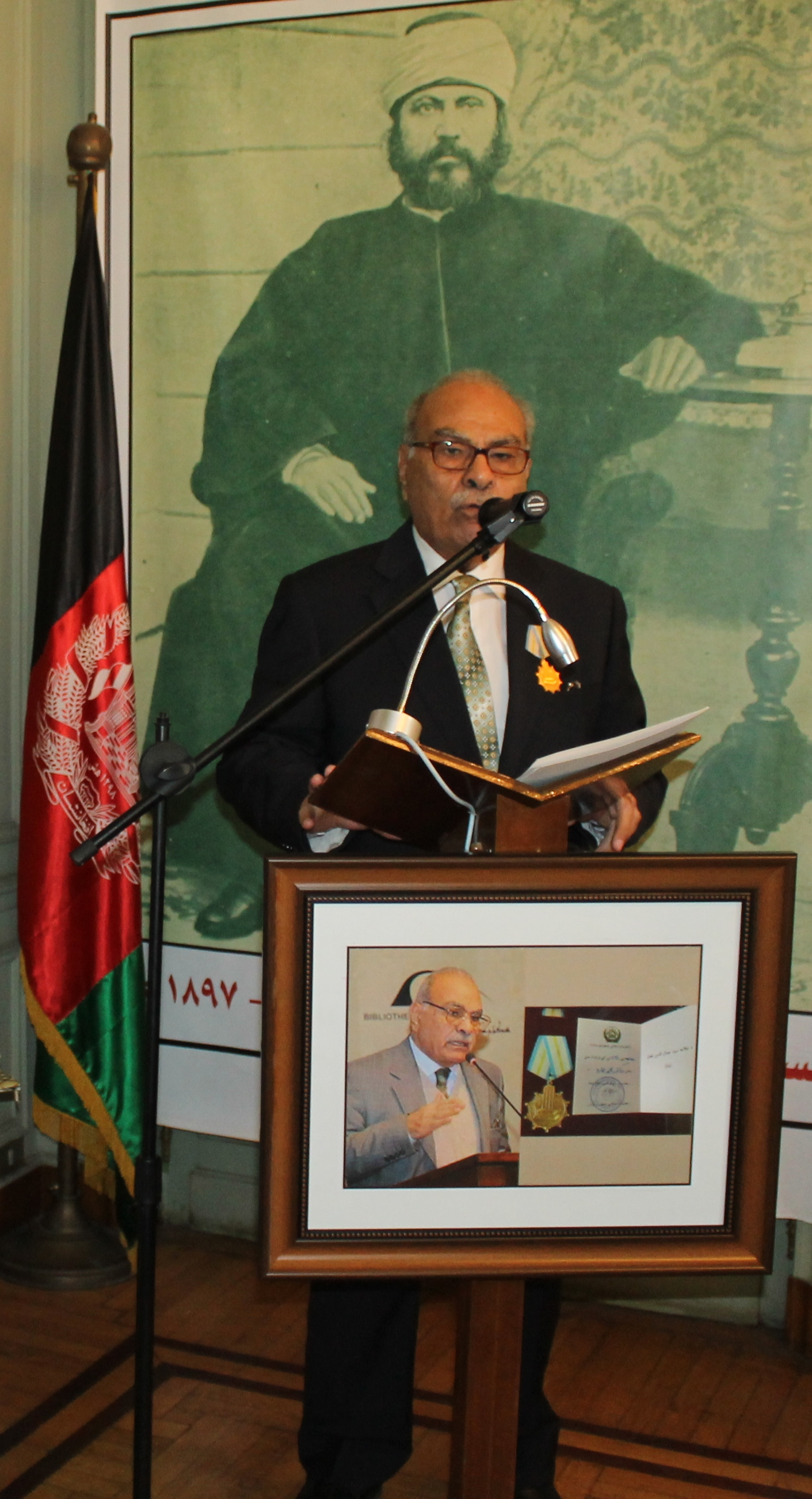
Мухаммад Имара

- Аринин, Владимир Иванович (84) — советский и российский писатель[14].
- Браун, Кениел (40) — американский преступник, который был основным подозреваемым в совершении серийных убийств[15].
- Бямбаджав, Уламбаяр (35) — монгольский сумоист, чемпион мира (2006, 2007), чемпион Всемирных игр (2009)[16].
- Дайсон, Фримен (96) — американский математик и физик-теоретик, иностранный член РАН (2011)[17].
- Дебарр, Эммануэль (71) — французский скульптор[18].
- Дрист, Буркхард (80) — немецкий киноактёр[19].
- Имара, Мухаммад (88) — египетский исламский учёный, писатель и редактор[20].
- Карбонелл, Хайме (66) — американский компьютерный учёный[21].
- Кокорева, Нина Николаевна (62) — российский поэт, журналист, литературный редактор[22].
- Кузьмин, Геннадий Павлович (74) — советский и украинский шахматист, гроссмейстер (1973)[23].
- Куломб, Джо (89) — американский предприниматель, основатель Trader Joe’s[24].
- Маккей, Крейг (92) — канадский конькобежец, участник зимних Олимпийских игр 1948 года в Санкт-Морице и 1952 года в Осло[25].
- Микишатьев, Михаил Николаевич (74) — российский историк архитектуры, реставратор, краевед, художественный критик[26].
- Михеев, Юрий Александрович (83) — советский и российский государственный деятель, доктор экономических наук, профессор, директор НИПИСтатинформ (1987—1995)[27].
- Сингх, Балбир (77) — индийский хоккеист на траве, бронзовый призёр летних Олимпийских игр в Мехико (1968)[28].
- Цисек, Януш (65) — польский историк[29].

## 27 февраля

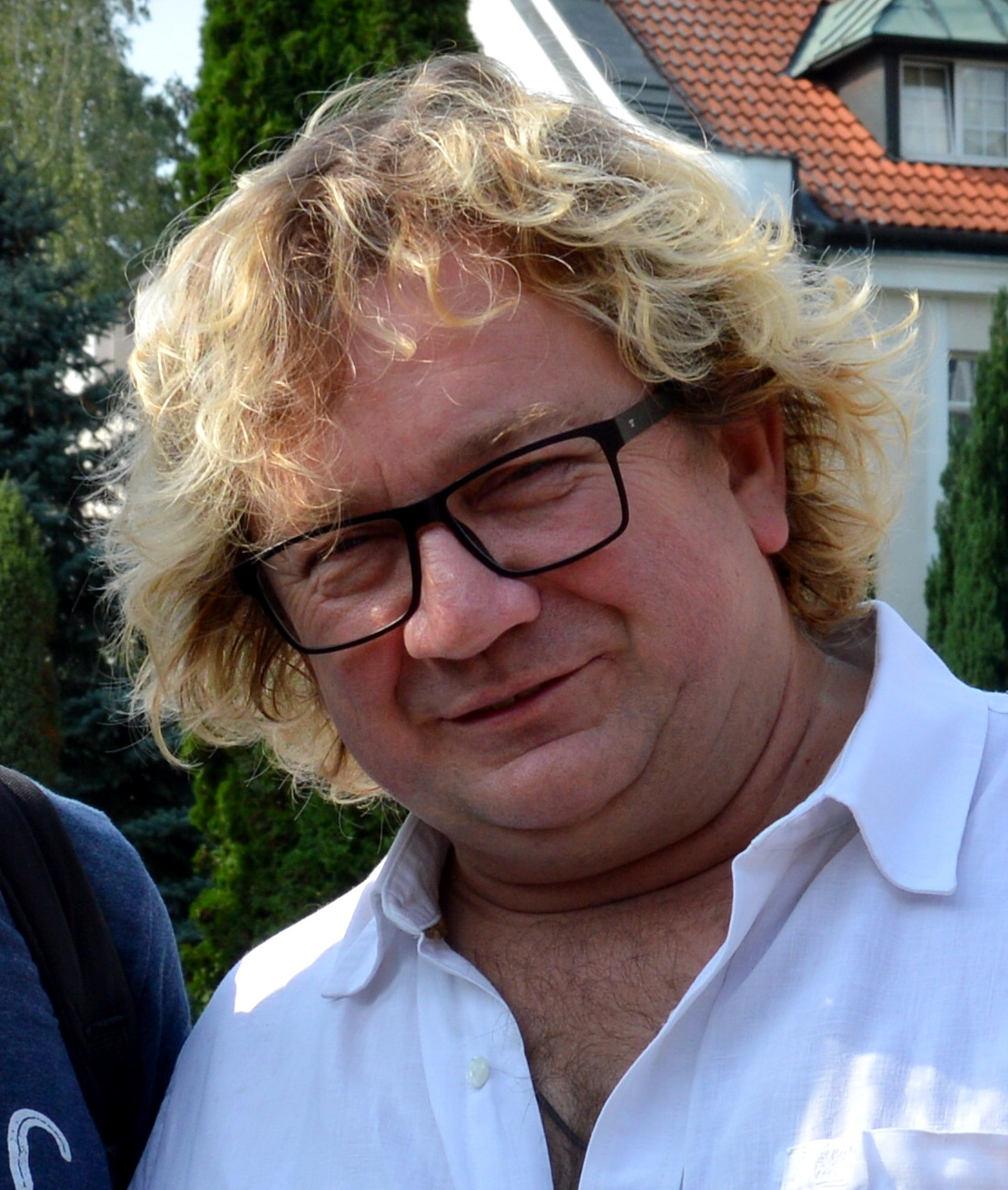
Павел Круликовский

- Белл, Ли Филипп (91) — американская телеведущая и сценарист[30].
- Боцев, Андрей (60) — болгарский военный деятель, начальник обороны Болгарии (с 2017 года)[31].
- Грей, Колин (76) — британский историк и политолог[32].
- Динарски, Джин (86) — американский актёр[33].
- Зеи, Алки (97) — греческая писательница и драматург, автор повестей и рассказов для детей и взрослых[34].
- Карапетян, Самвел Геворгович (58) — армянский историк[35].
- Круликовский, Павел (58) — польский режиссёр и актёр театра, кино, радио и телевидения[36].
- Лабучидзе, Дареджан — грузинский литературный переводчик с французского языка и специалист по французской культуре[37].
- Мартиросов, Роллан Гургенович (84) — советский и российский авиаконструктор, Герой Труда Российской Федерации (2017)[38].
- Туманов, Владимир Анатольевич (66) — российский театральный режиссёр, главный режиссёр театра «На Васильевском» (с 2011)[39].
- Эспиноза, Валдир (72) — бразильский футболист и тренер[40].
- Языков, Герман Корнилович (81) — советский и российский писатель, журналист и полковник МВД[41].

## 26 февраля

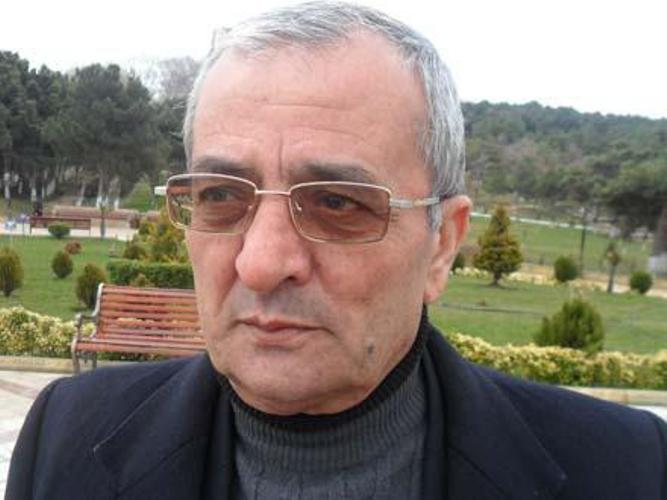
Искандер Гамидов

- Абрахам, Генри (98) — американский исследователь судебной системы и конституционного права[42].
- Байарс, Бетси (91) — американская писательница[43].
- Бихарева-Рошова, Ева (71) — словацкая певица[44].
- Вустас, Костас (88) — греческий актёр[45].
- Гамидов, Искандер Меджид оглы (71) — азербайджанский государственный деятель, министр внутренних дел Азербайджана (1992—1993)[46].
- Доренский, Сергей Леонидович (88) — советский и российский пианист, музыкальный педагог, народный артист РСФСР (1988), профессор Московской государственной консерватории имени П. И. Чайковского[47].
- Мариус, Клинтон (53) — южноафриканский писатель[48].
- Медуин, Майкл (96) — британский актёр[49].
- Риис, Анни (92) — норвежская писательница, лауреат Премии Браги (2001)[50].
- Сапеев, Бахтай Даутулы (66) — советский боксёр, серебряный призёр чемпионата СССР (1974)[51].
- Тремаскин, Валерий Михайлович (72) — советский и российский хоккеист и тренер («Южный Урал» Оренбург)[52].
- Филипович, Мухамед (90) — боснийский философ, историк и писатель, президент Бошняцкой академии наук и искусств, идеолог и теоретик боснийского национализма[53].
- Френкель, Вольф Юдович (92) — советский электротехник, лауреат Ленинской премии[54].
- Хасимото, Кадзухиса (61) — японский программист и дизайнер[55].
- Ходжа, Неджмие (99) — албанский политический деятель, депутат Народного собрания Албании (1948—1985), вдова Энвера Ходжи[56].
- Ходжиев, Габдулла Нематович (63) — узбекский актёр театра и кино, заслуженный артист Узбекистана[57].

## 25 февраля

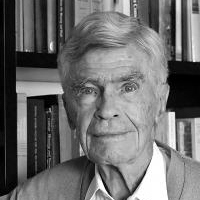
Марио Бунге

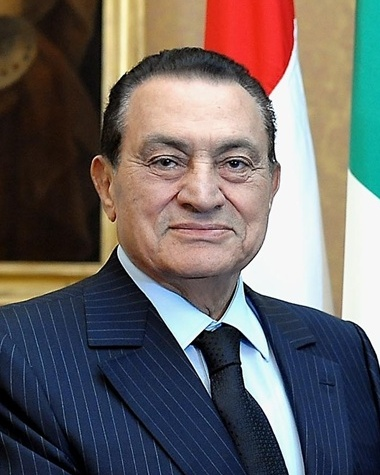
Хосни Мубарак

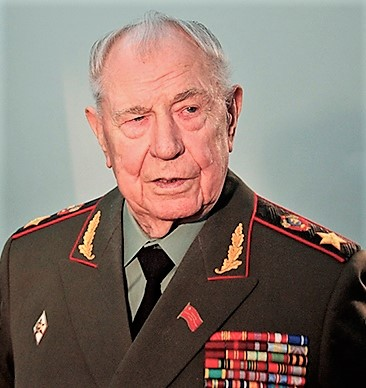
Дмитрий Язов

- Абшинов, Абшин Абакарович (70) — советский и российский спортсмен и судья международной категории по вольной борьбе, мастер спорта СССР[58].
- Ариас Стелла, Хавьер (95) — перуанский патологоанатом, открывший Ариас-Стеллы феномен[англ.]; государственный деятель, министр иностранных дел Перу (1980—1983)[59].
- Бережная, Ирина Фёдоровна (64) — российский педагог, доктор педагогических наук (2013), профессор кафедры педагогики и педагогической психологии ВГУ[60].
- Бочкова, Ирина Васильевна (81) — советская и российская скрипачка, профессор Московской государственной консерватории им. П. И. Чайковского, народная артистка Российской Федерации (1995)[61].
- Бунге, Марио (100) — аргентинский философ науки[62].
- Верморель, Анри (92) — французский психиатр[63].
- Ермакова, Мария Владимировна (65) — советский передовик производства, полный кавалер ордена Трудовой Славы (1990) (о смерти стало известно в этот день)[64].
- Коксал, Хикмет (88) — турецкий военный деятель, командующий сухопутными войсками Турции (1996—1997)[65].
- Купляков, Юрий Викторович (89) — советский дипломат, Чрезвычайный и Полномочный Посол СССР в Нигерии (1985—1990)[66].
- Мартин, Раймонд (94) — австралийский химик и университетский администратор, президент Университета Монаша (1977—1987)[67].
- Мубарак, Хосни (91) — египетский государственный деятель, президент Египта (1981—2011)[68].
- Пенго, Бернар (96) — французский писатель[69].
- Померанцева, Марина Андреевна (98) — советская и российская балерина и хореограф, профессор Академии танца имени А. Я. Вагановой[70].
- Робэк, Дэвид (61) — американский гитарист и композитор, сооснователь группы Mazzy Star[71].
- Язов, Дмитрий Тимофеевич (95) — советский военачальник и государственный деятель, министр обороны СССР (1987—1991), Маршал Советского Союза (1990)[72].

## 24 февраля

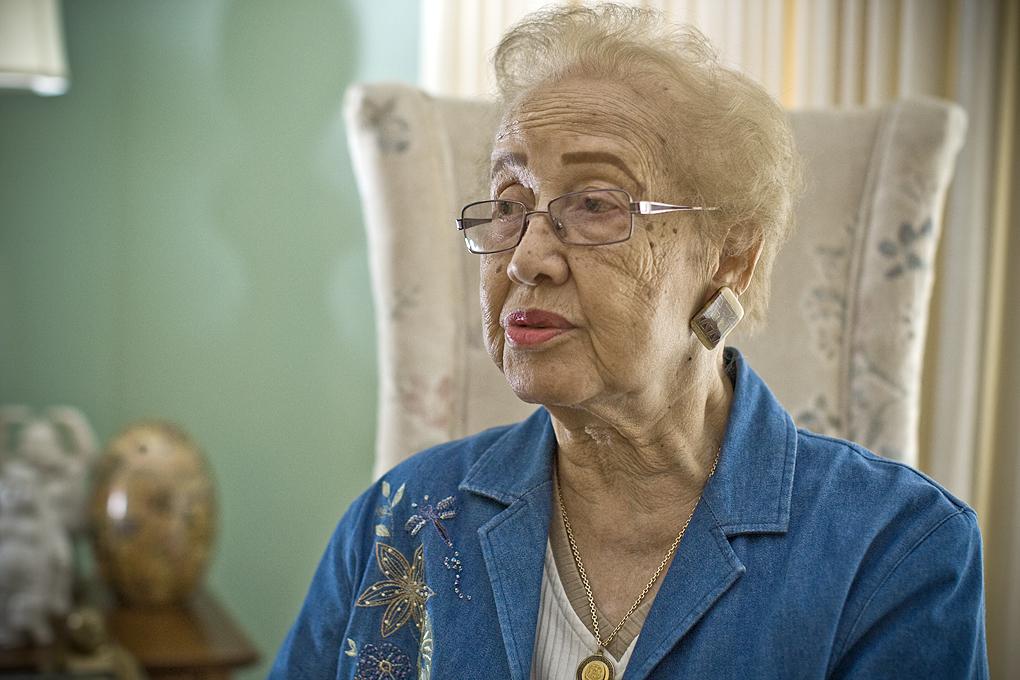
Кэтрин Джонсон

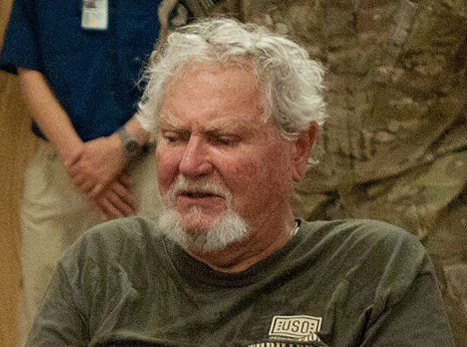
Клайв Касслер

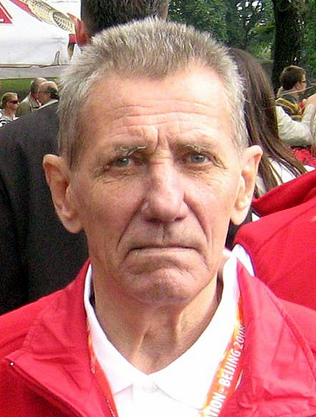
Ян Ковальчик

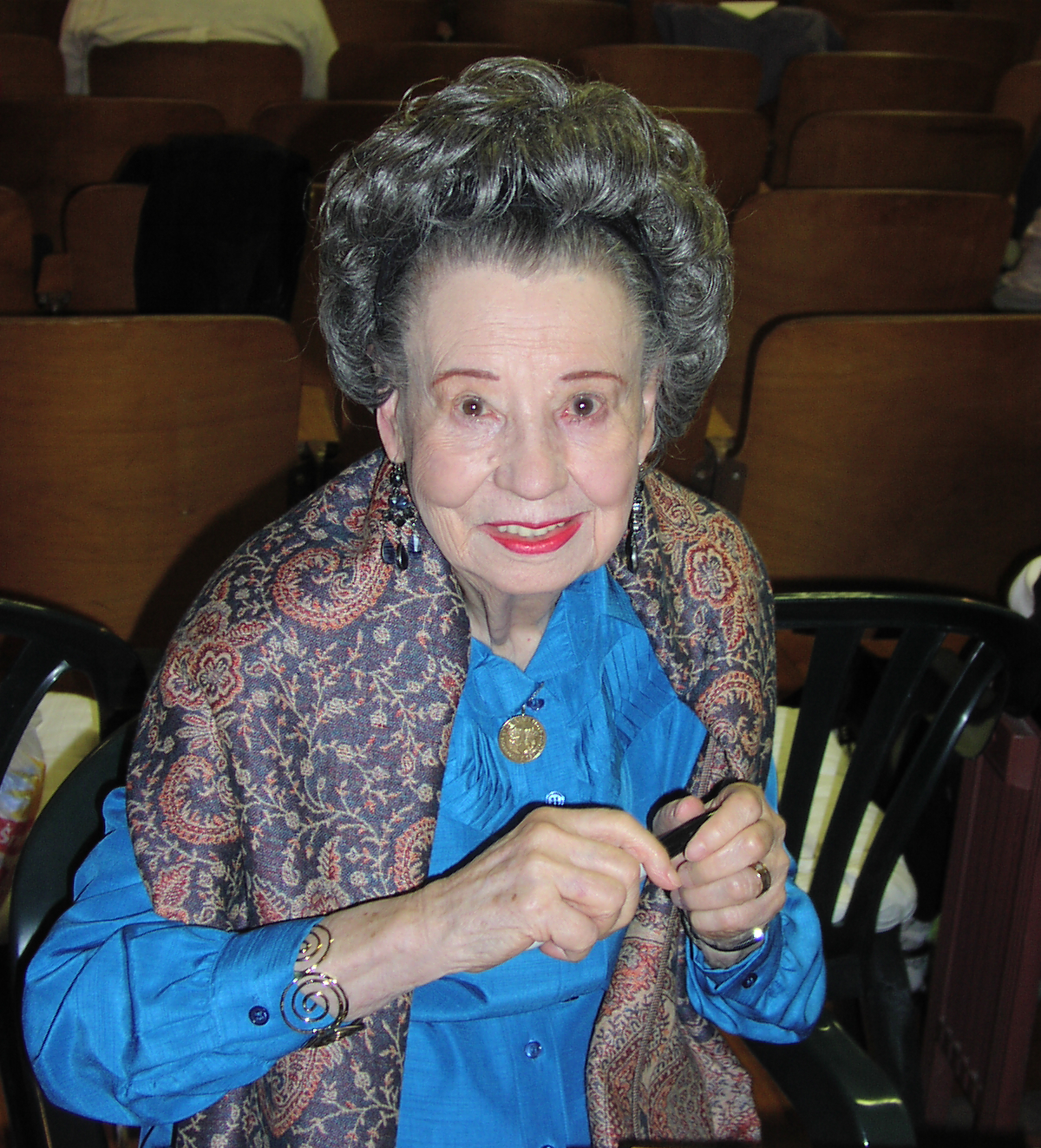
Дайана Кэри

- Александров, Анатолий Михайлович (83) — советский и российский инженер-конструктор, профессор СПбПУ Петра Великого, лауреат Государственной премии СССР[73].
- Анделман, Боб (59) — американский писатель[74].
- Балдаев, Михаил Лазаревич (88) — советский и российский дирижёр, главный дирижёр Бурятского театра оперы и балета, заслуженный деятель искусств Российской Федерации (2007)[75].
- Джонсон, Кэтрин (101) — американский математик-вычислитель[76].
- Знамёнов, Вадим Валентинович (83) — советский и российский деятель культуры, генеральный директор (1974—2008) и президент (с 2009 года) музея-заповедника «Петергоф»[77].
- Каримов, Айрат Назифович (48) — советский и российский футболист[78].
- Касслер, Клайв (88) — американский писатель[79].
- Ковальчик, Ян (78) — польский спортсмен-конник, чемпион (в личном конкуре) и серебряный призёр (в командном конкуре) летних Олимпийских игр в Москве (1980)[80].
- Купер, Бен (86) — американский актёр[81].
- Кэри, Дайана Серра (101) — американская актриса[82].
- Росс, Стефан (88) — уроженец Польши, выживший в Холокосте, основатель Мемориала Холокоста в Новой Англии[83].
- Саввин, Василий Нестерович (80) — советский и российский военачальник, командующий внутренними войсками МВД СССР/РФ (1991—1992), генерал-полковник (1991)[84].
- Суньига, Хуан Эдуардо (101) — испанский писатель и славист, специалист по русской литературе[85].
- Тейген, Ян (70) — норвежский певец (Popol Ace)[86].
- Тунберг, Олаф (94) — шведский актёр[87][88].
- Франчезе, Джон (103) — американский деятель криминального мира[89].
- Чукаш, Иштван (83) — венгерский писатель[90].
- Шитс, Георг (72) — американский историк[91].

## 23 февраля

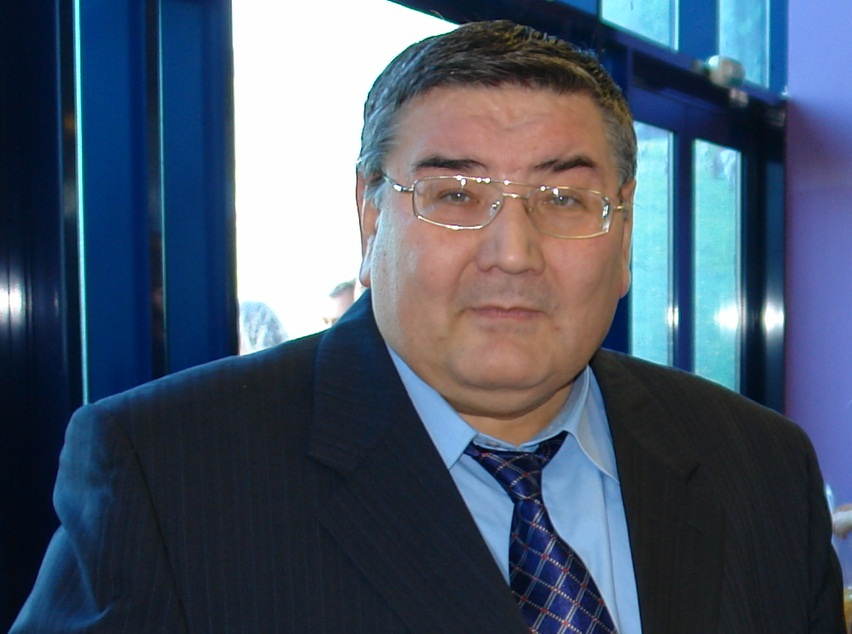
Кафиль Амиров

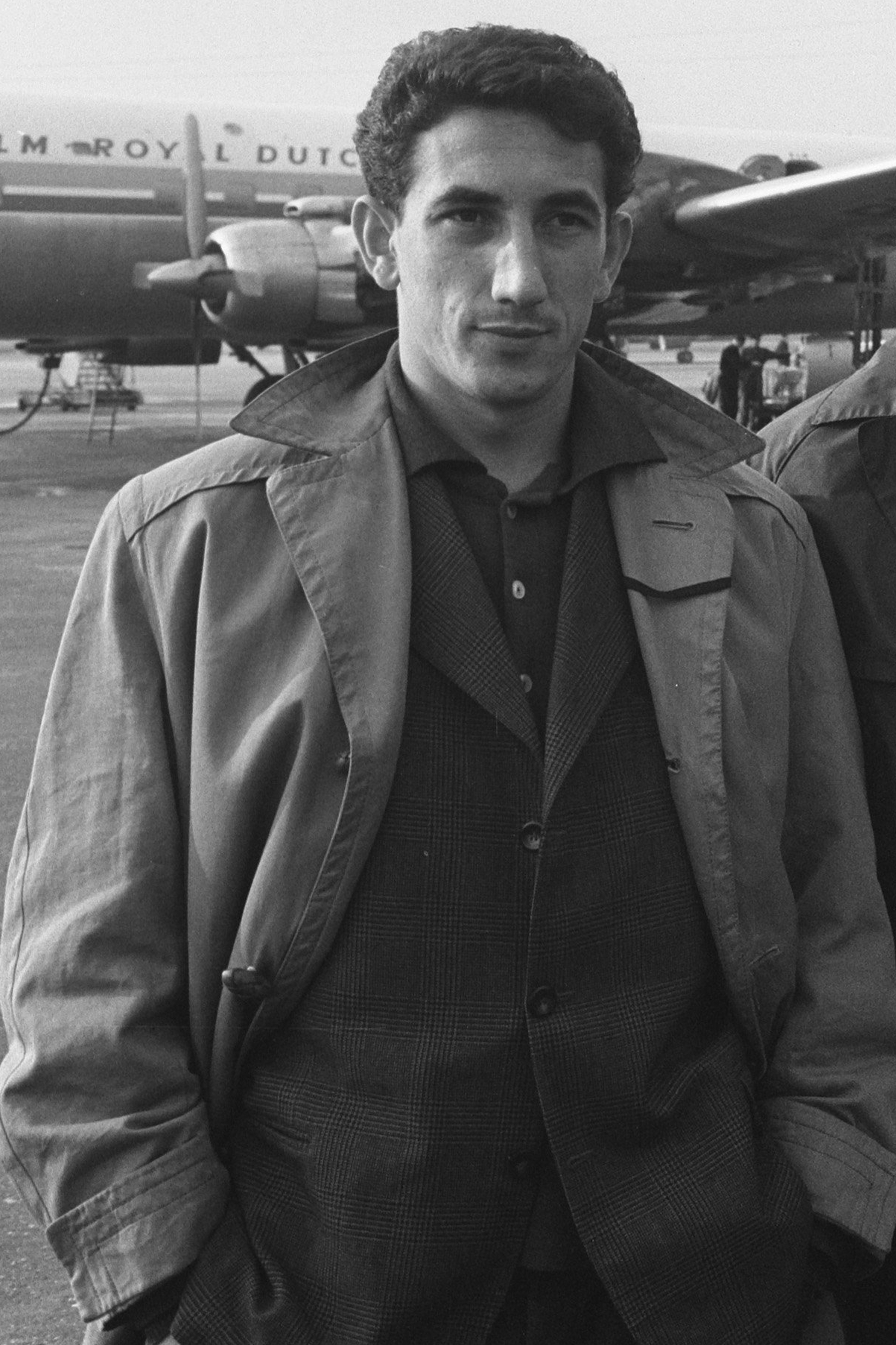
Янош Гереч

- Амиров, Кафиль Фахразеевич (70) — российский юрист, прокурор Республики Татарстан (2000—2013)[92].
- Бескова, Вера Петровна (95) — советский и российский театральный режиссёр, актриса[93].
- Ватанабэ, Титэцу (112) — японский долгожитель, старейший мужчина в мире[94].
- Гёрёч, Янош (80) — венгерский футболист и тренер, бронзовый призёр летних Олимпийских игр в Риме (1960)[95].
- Капустин, Анатолий Трофимович (81) — советский и украинский оперный певец (тенор), солист Одесского национального академического театра оперы и балета, народный артист УССР (1987), профессор Одесской государственной музыкальной академии им. А. В. Неждановой[96].
- Левин, Наум Львович (87) — советский и австралийский шахматист, мастер спорта.
- Медко, Александр Алексеевич (67) — украинский поэт[97].
- Модли, Зоран (71) — сербский журналист, радиоведущий, диджей и лётчик[98].
- Сидоров, Алексей Иванович (75) — российский историк и патролог, профессор (1997)[99].
- Флоренский, Стефан (86) — польский футболист, игрок национальной сборной[100].
- Фунг, Квенби (54) — гонконгская писательница[101].
- Чжоу Тунхуэй (95) — китайский химик, действительный член Китайской академии наук (1991)[102].
- Шауфельбергер, Хайнц (72) — швейцарский шахматист, двукратный чемпион Швейцарии (1971, 1972)[103].

## 22 февраля

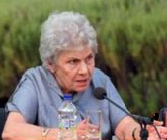
Кики Димула

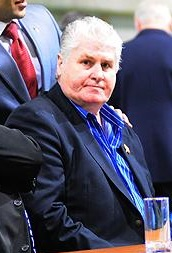
Марьян Плахетко

- Вулф, Линда (87) — американская журналистка и писательница[104].
- Димула, Кики (88) — греческая поэтесса[105].
- Дэлли-Уоткинс, Джун (92) — австралийская модель и предприниматель, основатель первого в Австралии модельного агентства[106].
- Занна, Марк (75) — канадский социальный психолог[107].
- Плахетко, Марьян Иванович (74) — советский футболист, чемпион СССР (1970) в составе клуба ЦСКА[108].
- Салыкбаев, Ауесхан (90) — советский железнодорожник, Герой Социалистического Труда (1966) (о смерти стало известно в этот день)[109].
- Смит, Барбара (70) — американская модель, ресторатор, телеведущая и писательница[110].
- Тарасевич, Герман Викторович (86) — советский игрок в хоккей с мячом, пятикратный чемпион СССР[111].

## 21 февраля

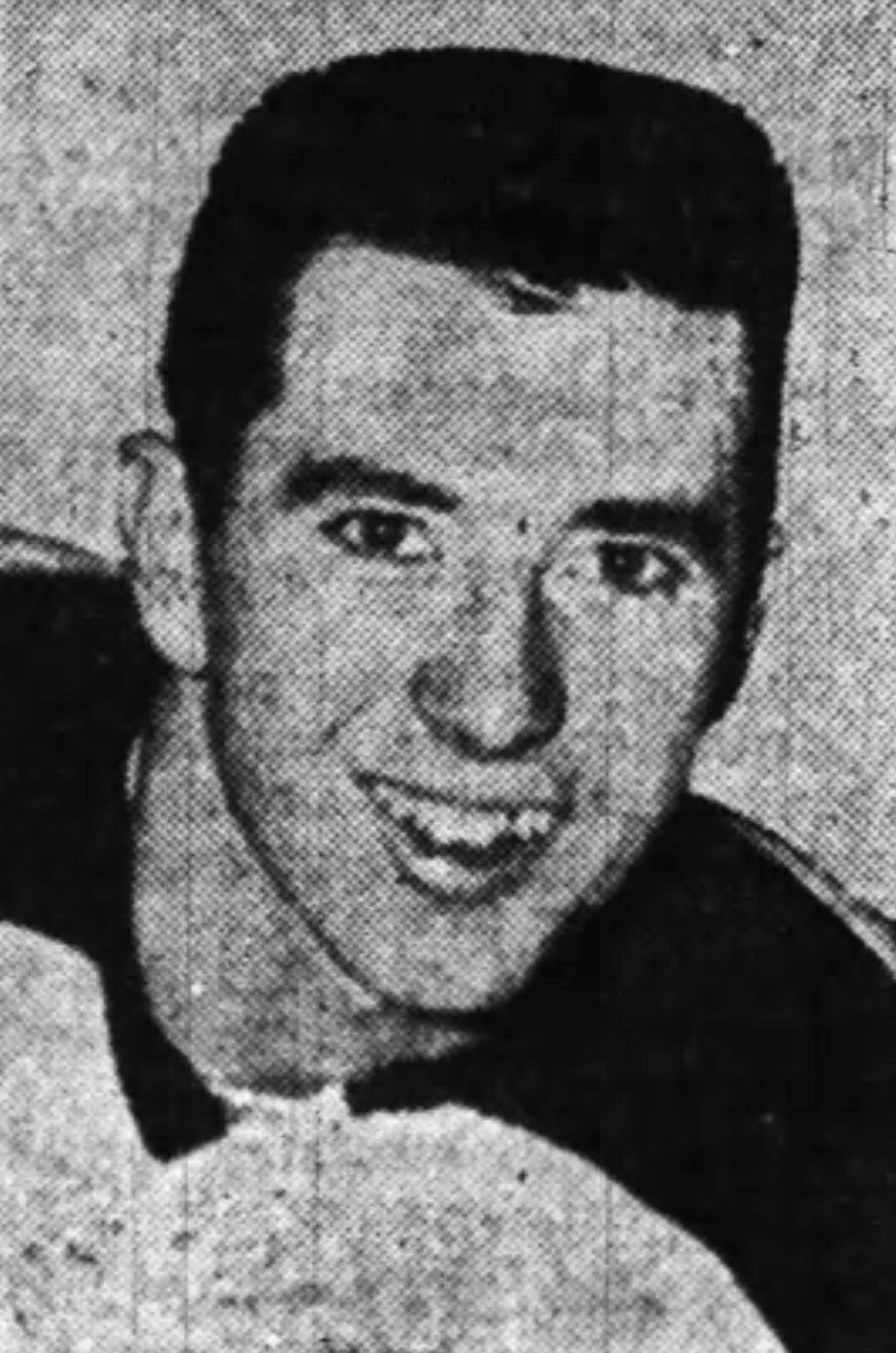
Фил Мэлони

- Бутуханов, Николай Васильевич (96) — советский деятель правоохранительных органов, министр внутренних дел Бурятской АССР (1970—1985), генерал-майор милиции в отставке[112].
- Ван ден Берг, Ян (90) — нидерландский органист[113].
- Дворски, Станислав (79) — чешский поэт, публицист и художник-график[114].
- Димитров, Марин Тодоров (?) — болгарский спортивный деятель, президент Федерации бокса Болгарии (2000—2011)[115].
- Лёскин, Борис Вульфович (97) — советский и американский актёр[116].
- Камалов, Махкам Камалович (94) — советский партийный и государственный деятель, первый секретарь Наманганского областного комитета КП Узбекистана (1976—1984) [источник не указан 1950 дней].
- Мэлони, Фил (92) — канадский хоккеист («Торонто Мейпл Лифс», «Чикаго Блэкхокс», «Бостон Брюинз»)[117].
- Мюллер, Лизель (96) — американская поэтесса, лауреат Пулитцеровской премии[118].
- Недбаев, Игорь Николаевич (61) — российский и казахстанский геолог, специалист горно-геологической отрасли[119].
- Плойос, Вангелис (82) — греческий киноактёр[120].
- Тонский, Николай Дмитриевич (51) — советский и российский актёр[121].
- Тулатов, Бексолтан Александрович (87) — советский и российский осетинский актёр, артист Северо-Осетинского театра имени В. В. Тхапсаева, заслуженный артист Российской Федерации (2000)[122].
- Уборевич, Владимира Иеронимовна (96) — дочь командарма И. П. Уборевича, архитектор [источник не указан 1904 дня].
- Фако, Кароль (88) — чехословацкий хоккеист, бронзовый призёр чемпионата мира в Чехословакии (1959) в составе сборной Чехословакии[123].
- Фридман, Йона (96) — французский архитектор, автор теории «мобильной архитектуры»[124].
- Шарасс, Мишель (78) — французский политический деятель, член Сената Франции (1992—2010), министр по делам бюджета (1988—1992)[125].
- Шарафи, Дамир (54) — советский и российский башкирский поэт[126].

## 20 февраля

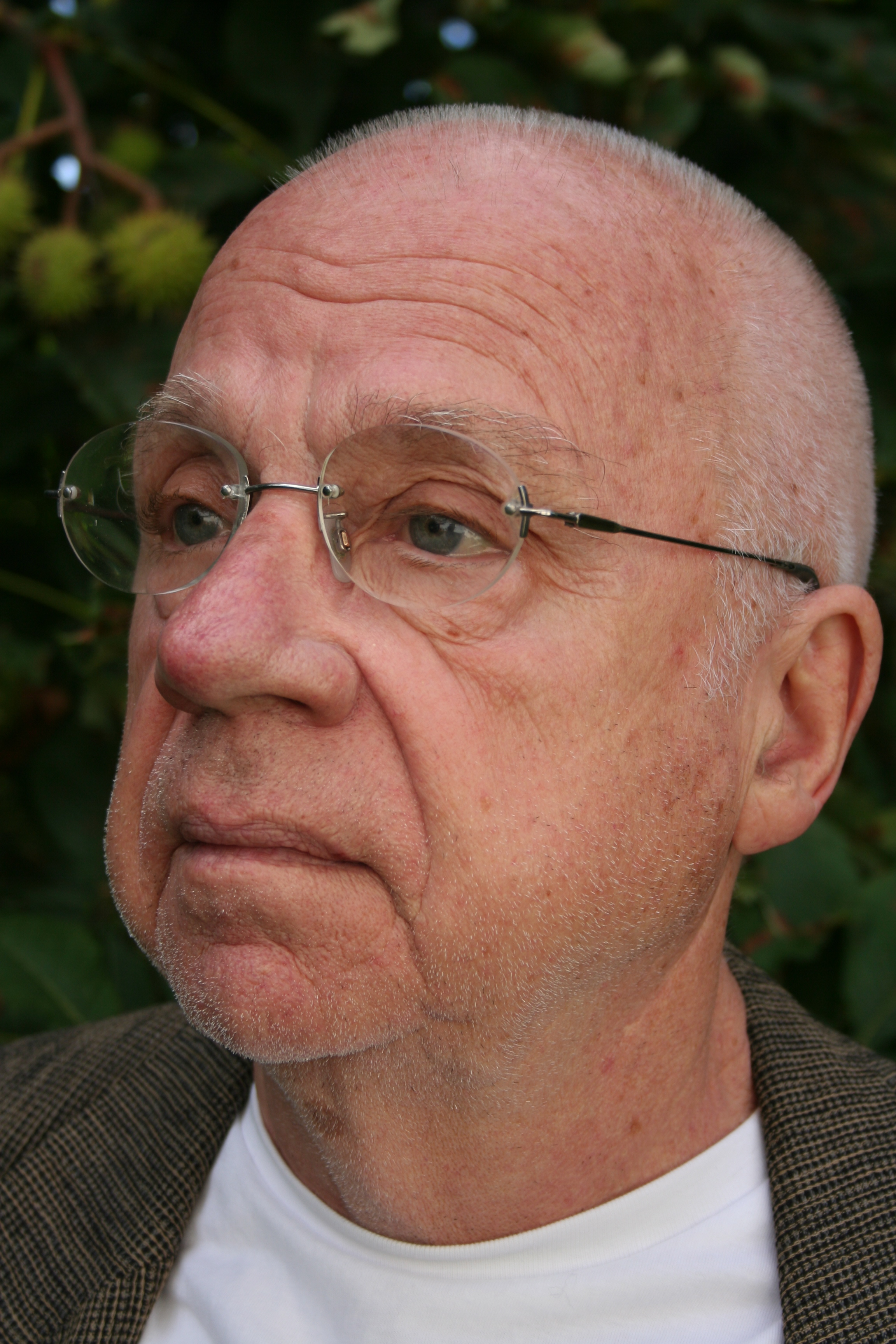
Петер Дреер

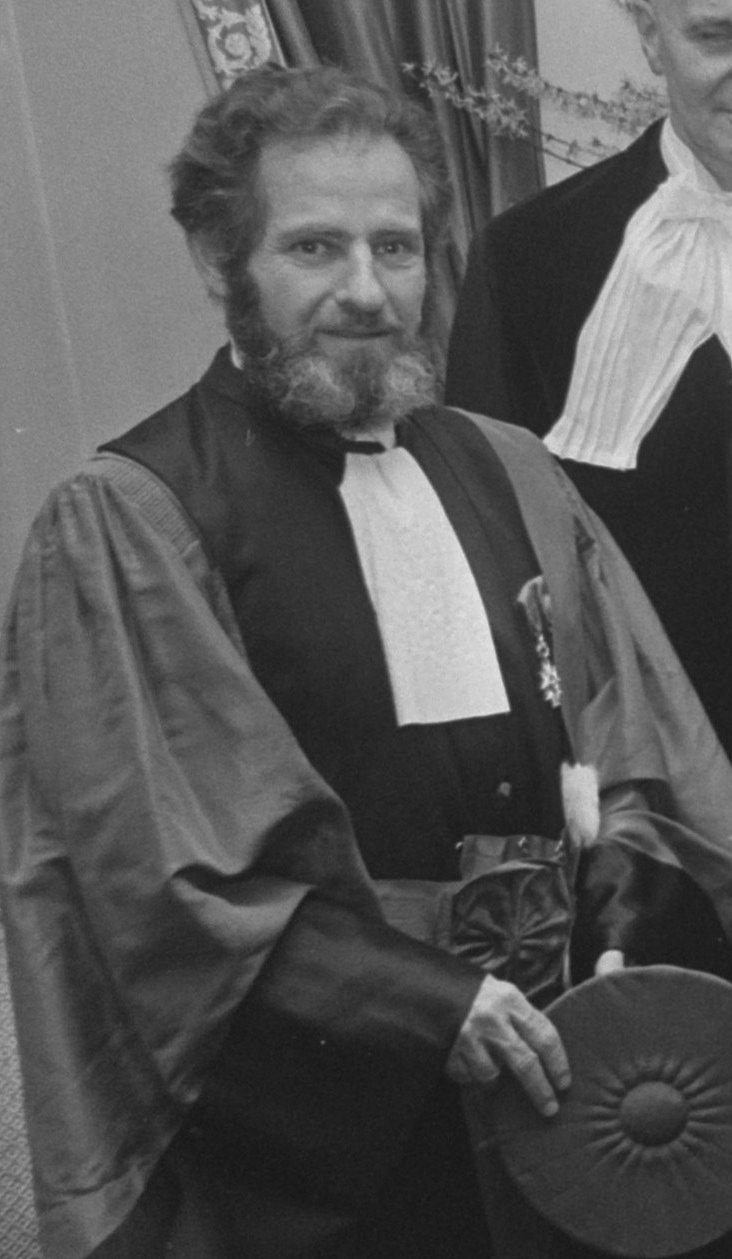
Жан-Клод Пекер

- Буглаев, Владимир Тихонович (87) — советский и российский учёный в области аэродинамики, доктор технических наук, профессор, заслуженный деятель науки и техники Российской Федерации, ректор БГТУ (1979—2002)[127].
- Галь, Иштван (76) — венгерский боксёр, бронзовый призёр чемпионата Европы в Риме (1967)[128].
- Давтян, Юрий Гайкович (90) — советский, российский и армянский дирижёр, народный артист Республики Армения[129].
- Дреер, Петер (87) — немецкий художник и график[130].
- Кулев, Сергей Николаевич (58) — советский и российский хоккеист и тренер[131].
- Невинс, Клодетт (82) — американская актриса[132].
- Пекер, Жан-Клод (96) — французский астроном и астрофизик[133].
- Пина Моура, Жуакин (67) — португальский экономист, государственный деятель, министр экономики и финансов (1997—2001)[134].
- Филатов, Юрий Михайлович (69) — советский и российский специалист горного дела, генеральный директор ВостНИИ (c 2015)[135].
- Шима, Ярослав (76) — чехословацкий хоккеист, игравший за сборную Чехословакии[136].
- Эверт, Жанна (62) — американская теннисистка[137].

## 19 февраля

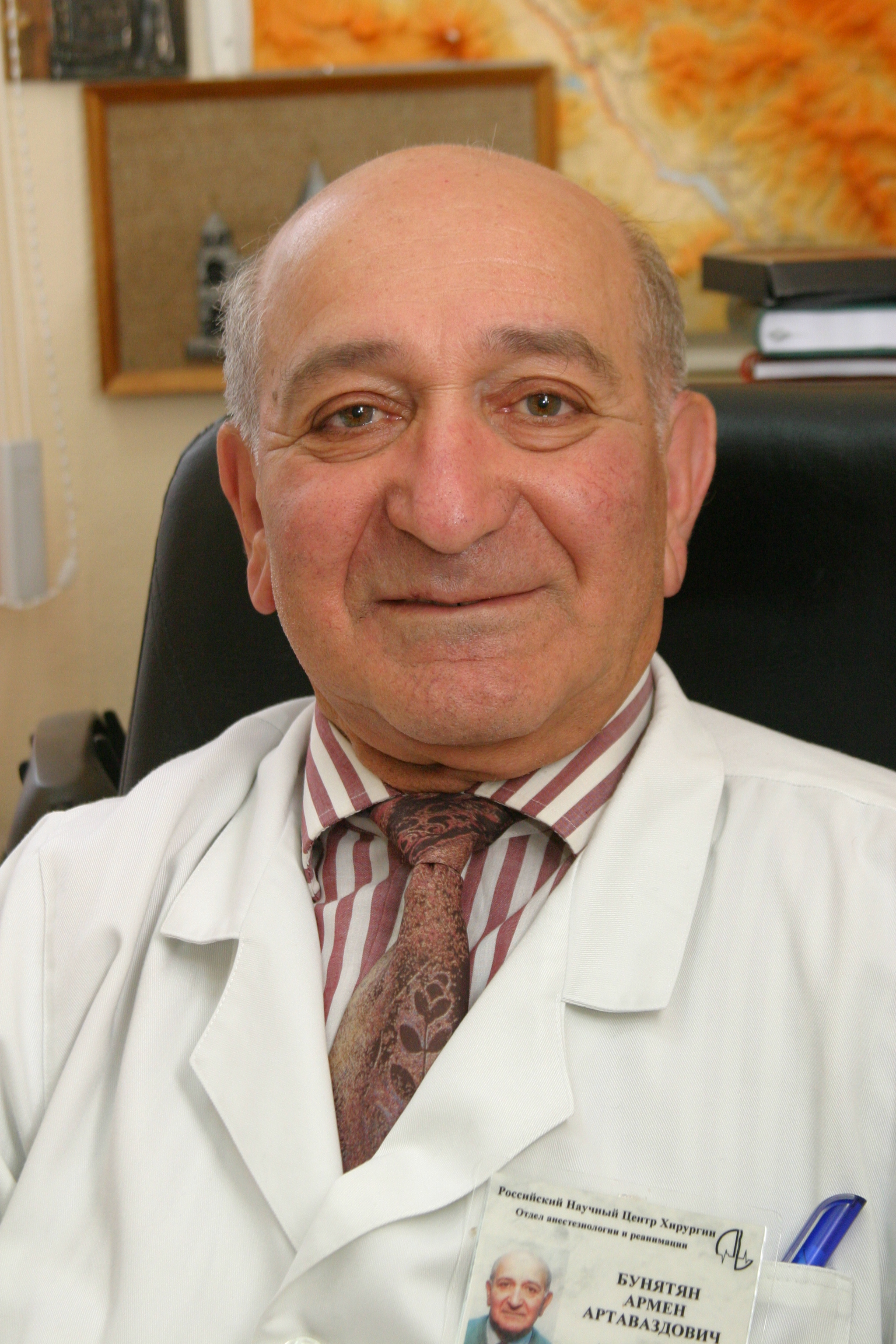
Армен Бунятян

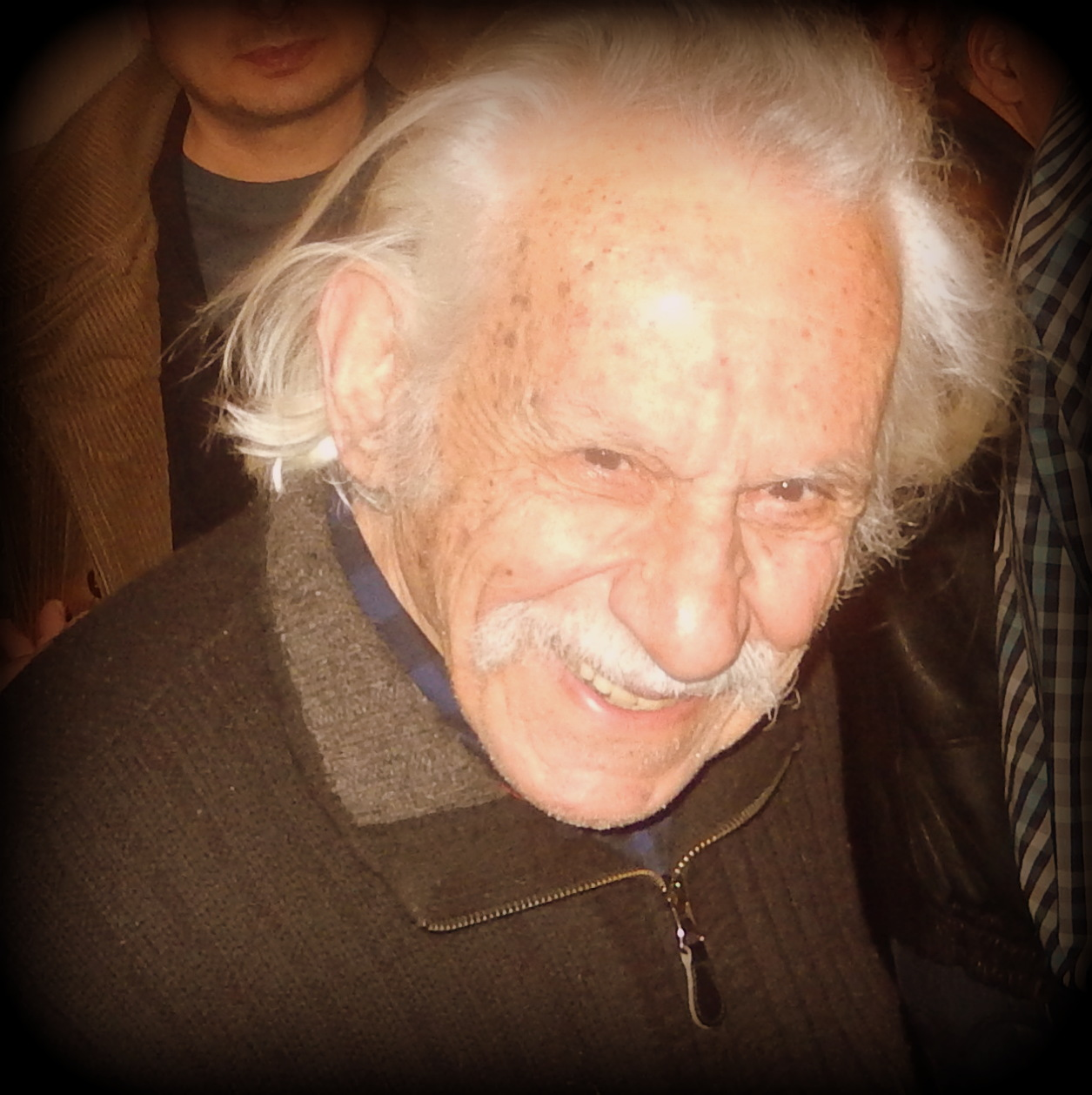
Ерванд Манарян

- Алексеев, Иван Алексеевич (83) — российский учёный, доктор ветеринарных наук (2006), профессор кафедры морфологии, акушерства и терапии Чувашской сельскохозяйственной академии (2014)[138].
- Бабандо, Пит (94) — канадский хоккеист («Бостон Брюинз», «Детройт Ред Уингз», «Чикаго Блэкхокс», «Нью-Йорк Рейнджерс»), обладатель Кубка Стэнли (1950)[139].
- Бичуков, Анатолий Андреевич (85) — советский и российский скульптор, народный художник РСФСР (1980), академик РАХ (2001)[140].
- Бонне, Беатрис (89) — аргентинская актриса[141].
- Бунятян, Армен Артаваздович (89) — советский и российский анестезиолог, академик РАМН (1995—2013), академик РАН (2013)[142].
- Гектор (73) — французский певец[143].
- Граас, Густ (95) — люксембургский бизнесмен и художник, генеральный директор RTL Group (1975—1989), основатель RTL Television (1983), сооснователь и руководитель Luxair[144].
- Даниэль, Жан (99) — французский журналист и писатель, основатель и исполнительный редактор еженедельника L’Obs[145].
- Джексон, Башар Барака (Pop Smoke) (20) — американский рэпер; убит[146].
- Кеменаде, Йос ван (82) — нидерландский государственный деятель, депутат Палаты представителей (1977, 1978—1981, 1982—1984), министр образования и науки (1973—1977, 1981—1982), мэр Эйндховена (1988—1992)[147].
- Кнудсен, Йенс Нюгор (78) — датский дизайнер[148].
- Коберт, Боб (95) — американский композитор[149].
- Козловская, Инеса Бенедиктовна (92) — советский и российский физиолог, член-корреспондент РАН (2000)[150].
- Купер, Хизер (70) — британский астроном, телеведущая и популяризатор науки, президент Британского астрономического общества (1984—1986)[151].
- Ли, Роберт Х. (86) — канадский университетский администратор, ректор Университета Британской Колумбии (1993—1996)[152].
- Манарян, Ерванд Христофорович (95) — армянский актёр, народный артист Армении (2018)[153].
- Маниам, Кришнан (78) — малайзийский писатель[154].
- Можика Маринш, Жозе (83) — бразильский кинорежиссёр и актёр[155].
- Моран Лопес, Фернандо (93) — испанский дипломат, министр иностранных дел Испании (1982—1985), член Европейского парламента (1987—1999)[156].
- Овчинников, Игорь Николаевич (81) — советский и российский художник[157].
- Попель, Анджей (84) — польский актёр и певец[158].
- Татыгулов, Абдысагит Шаймуханбетович (79) — советский и казахстанский инженер и архитектор, президент Национальной ассоциации проектировщиков РК, заслуженный строитель Казахской ССР, лауреат Государственной премии РК, профессор[159].

## 18 февраля

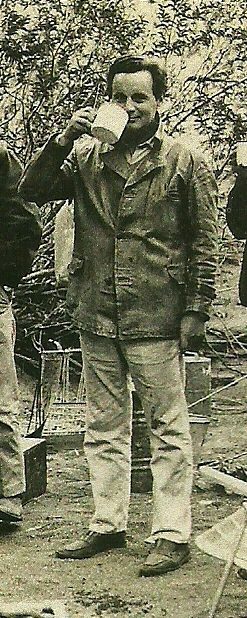
Хосе Бонапарте

Сэда Вермишева

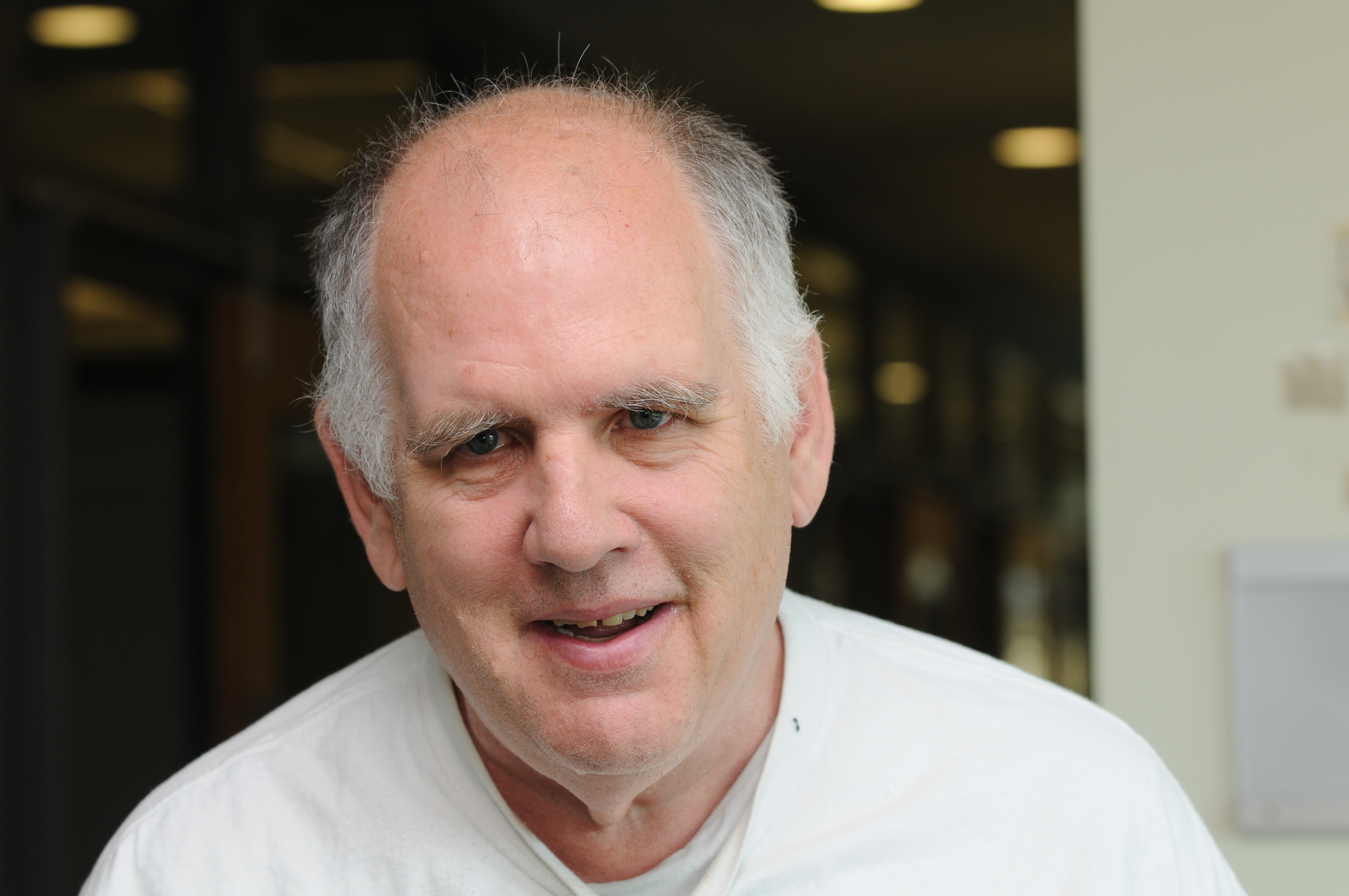
Питер Монтгомери

- Амат, Хайме (78) — испанский игрок в хоккей на траве, бронзовый призёр летних Олимпийских игр в Риме (1960)[160].
- Баллал, Кишори (82) — индийская актриса[161].
- Бонапарте, Хосе Фернандо (91) — аргентинский палеонтолог[162].
- Буччи, Флавио (72) — итальянский актёр[163].
- Вермишева, Сэда Константиновна (87) — русская поэтесса, переводчица, публицист[164].
- Дюбуа, Джанет (74) — американская актриса[165].
- Жиляев, Василий Павлович (87) — советский и российский писатель и педагог[166].
- Забелин, Юрий Владимирович (75) — советский и российский организатор производства, лауреат Государственной премии СССР по науке и технике, генеральный директор Новосибирского завода химконцентратов (2002—2005)[167].
- Изтай, Турдыкылыш (70) — советский и казахстанский композитор и дирижёр[168].
- Карпухин, Вячеслав Тимофеевич (84) — российский физик, доктор технических наук, главный научный сотрудник ОИВТ РАН[169].
- Кристенсен, Йон (76) — норвежский джазовый барабанщик[170].
- Монтгомери, Питер (72) — американский математик[171].
- Пол, Тапас (61) — индийский киноактёр и политический деятель, член Парламента (2009—2019)[172].
- Сатерленд, Берт (83) — американский учёный в области информатики[173].
- Скотт, Эстер (66) — американская киноактриса[174].
- Фуруи, Ёсикити (82) — японский писатель и переводчик[175].
- Шикшин, Валерий Дмитриевич (71) — российский тренер по настольной игре го, заслуженный тренер России (2001)[176].

## 17 февраля

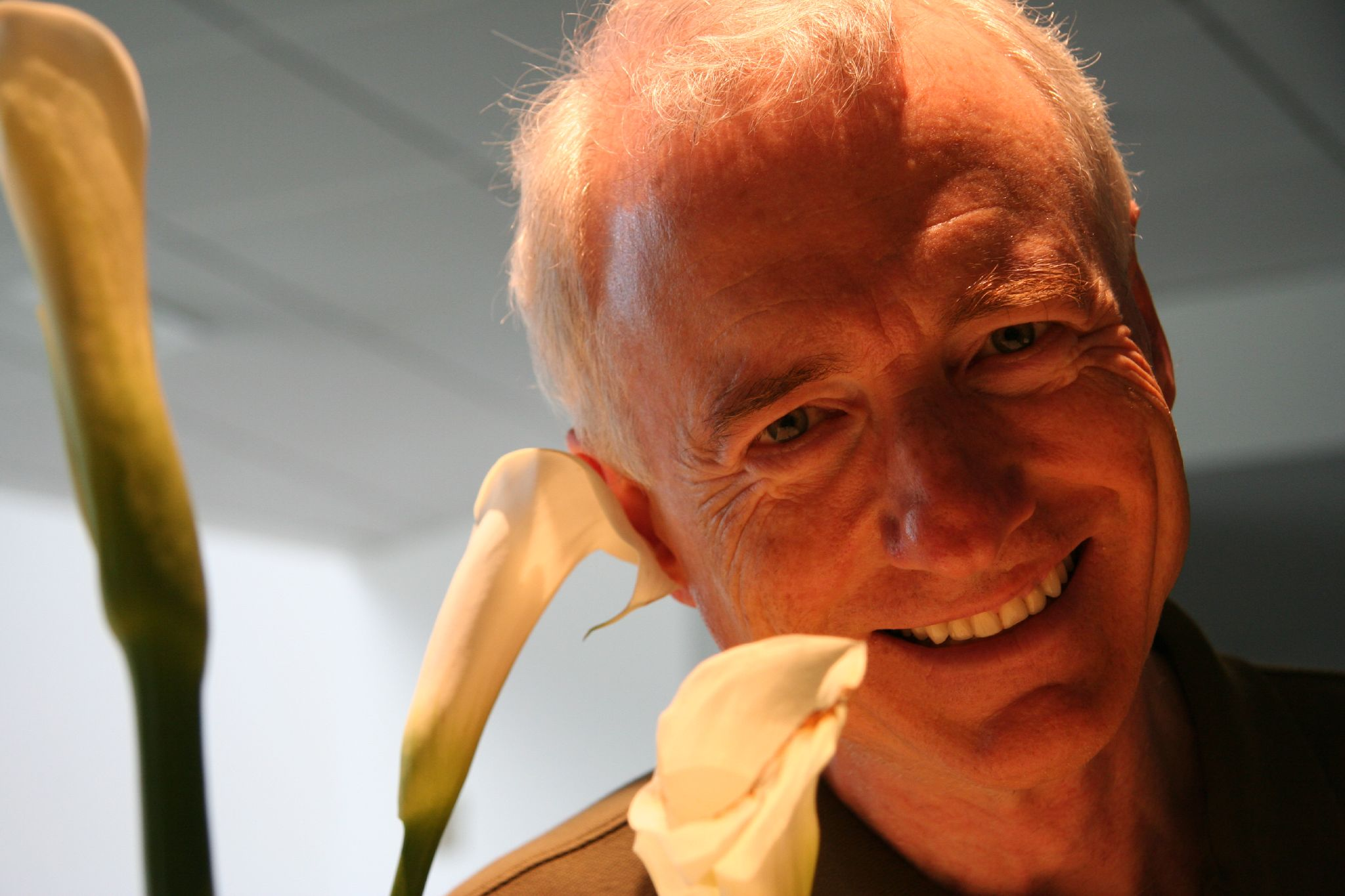
Ларри Теслер

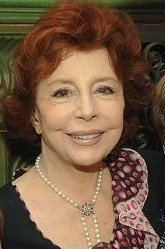
Соня Циман

- Андерсен, Пер (90) — норвежский невролог, член Норвежской академии наук[177]
- Ахмедов, Исамудин Мирзамагомедович (63) — российский дагестанский музыкальный деятель[178].
- Бьерре, Йенс (98) — датский путешественник и писатель[179].
- Вольф, Рор (87) — немецкий писатель, поэт и художник[180].
- Грей, Генри (95) — американский пианист и певец[181].
- Клаус, Жан (83) — французский легкоатлет, чемпион Европы в эстафете 4х1500 метров (1962)[182].
- Машунгу, Мариу Фернандеш да Граса (79) — мозамбикский государственный деятель, премьер-министр Мозамбика (1986—1994)[183].
- Михиго, Кизито (38) — руандийский певец, композитор и музыкант[184].
- Портис, Чарльз (86) — американский писатель[185].
- Райт, Микки (85) — американская гольфистка, чемпионка мира среди любителей (1954), многократная победительница международных профессиональных турниров[186].
- Свитек, Владимир (57) — словацкий хоккеист, бронзовый призёр чемпионата мира в Швеции (1989) в составе сборной Чехословакии[187].
- Табачникас, Бено Израйлович (95) — советский и российский экономист, доктор экономических наук, профессор кафедры отраслевой экономики и финансов РГПУ им. А. И. Герцена[188].
- Теслер, Ларри (74) — американский информатик, изобретатель копипейста[189].
- Уэзеролл, Эндрю (56) — британский музыкант и продюсер[190].
- Фернандес, Вик (81) — аргентинский футболист и тренер, главный тренер сборной Самоа (2000—2001)[191].
- Циман, Соня (94) — немецкая актриса[192].
- Шенгелая, Георгий Николаевич (82) — советский и грузинский кинорежиссёр, народный артист Грузинской ССР (1985), брат Эльдара Шенгелая[193].
- Юджедаг, Мустафа (53) — турецкий футболист, полузащитник, игравший за национальную сборную (1988—1990)[194].

## 16 февраля

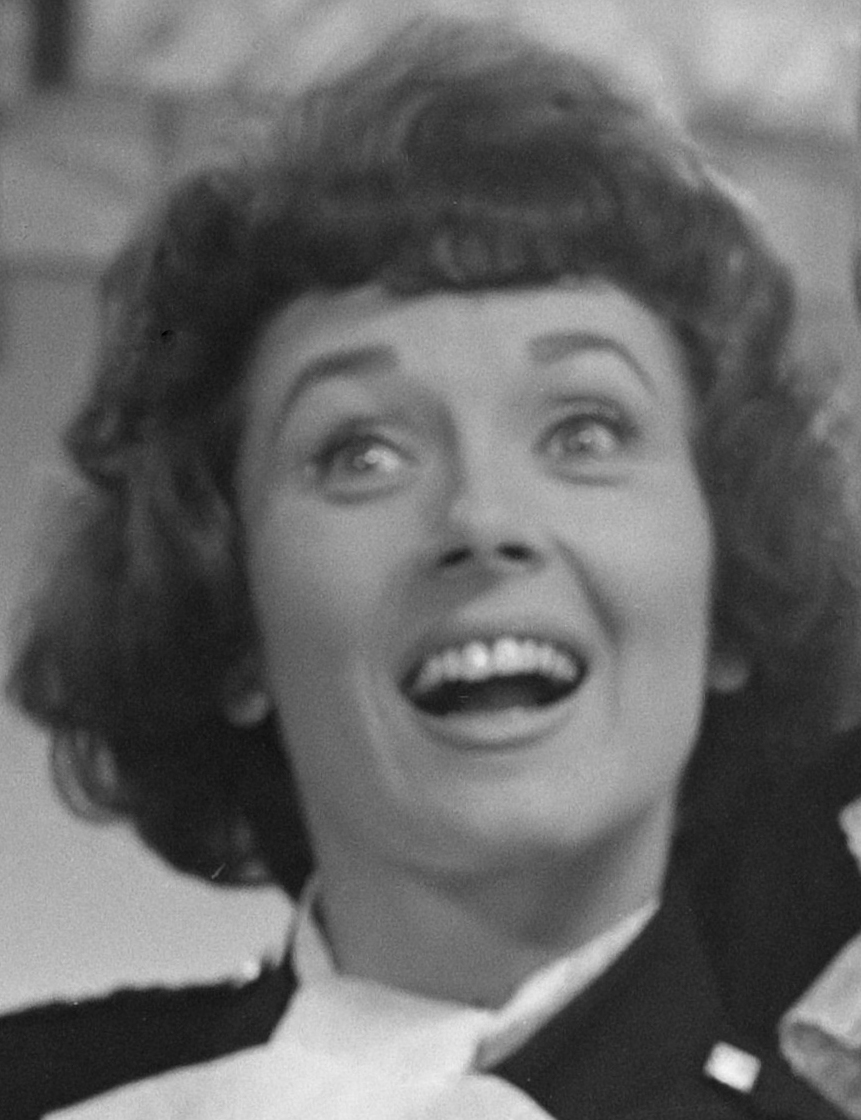
Перл Карр

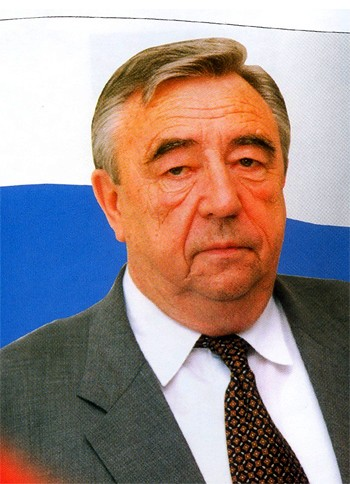
Рэм Храмов

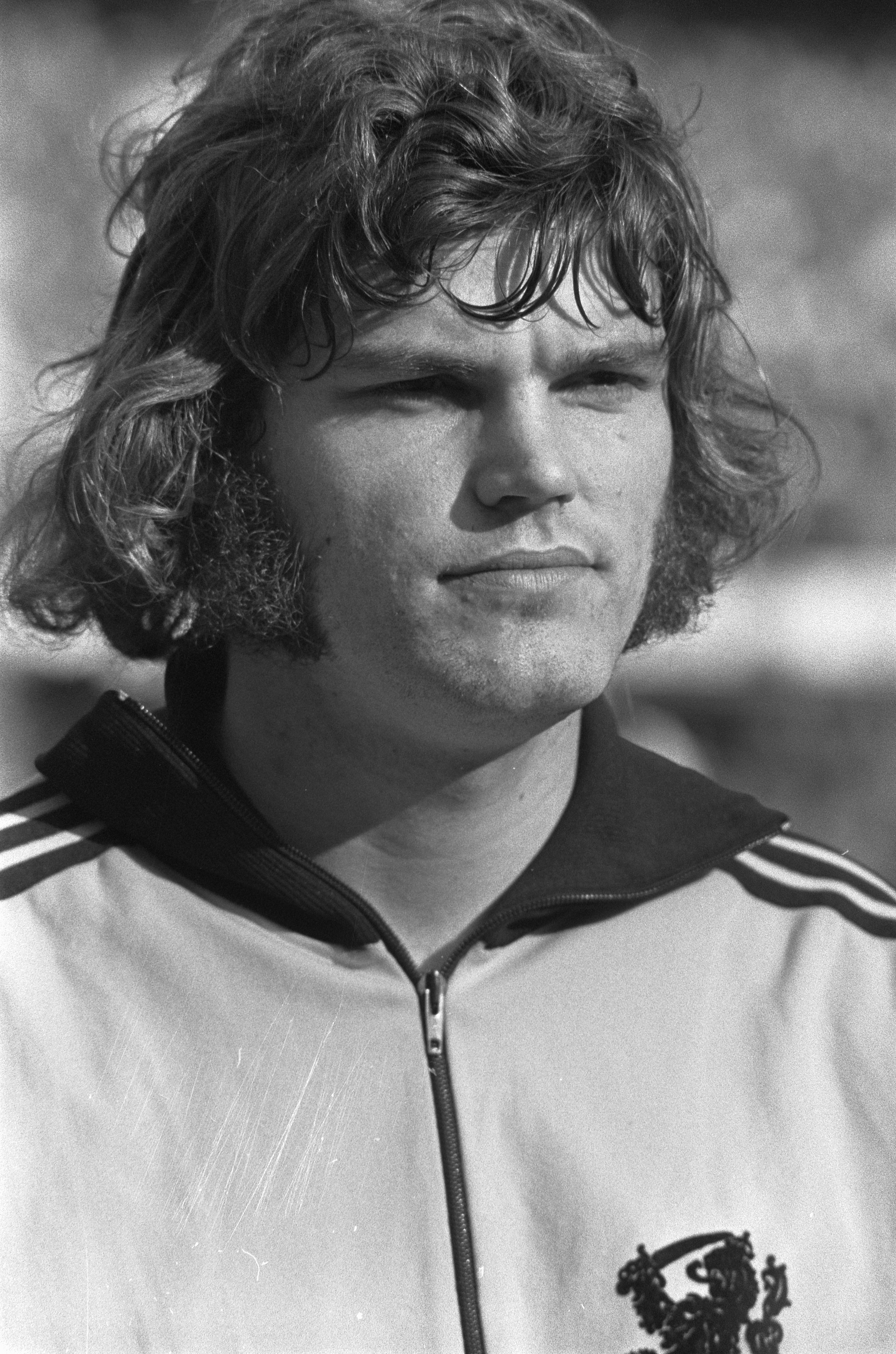
Барри Хюльсхофф

- Авакян, Герман (57) — армянский фотодокументалист[195].
- Али, Мд Рахамат (74) — бангладешский государственный деятель, министр местного самоуправления, развития сельских районов и кооперации (1999—2001)[196].
- Грегг, Гарри (87) — североирландский футболист и тренер, игравший в английском клубе «Манчестер Юнайтед» и в национальной сборной[197].
- Груза, Ежи (87) — польский кинорежиссёр и сценарист[198].
- Даррас, Коринн (72) — французская актриса[199].
- Дэвенпорт, Клайд (98) — американский музыкант[200].
- Дэвис, Джейсон (35) — американский актёр[201].
- Карр, Перл (96) — британская певица[202].
- Кокетт, Джон (92) — британский хоккеист на траве, бронзовый призёр Олимпийских игр в Хельсинки (1952)[203].
- Колдуэлл, Зои (86) — австралийская актриса[204].
- Кука, Фрэнсис (83) — английская актриса[205].
- Лаэ, Корин (72) — французская актриса[206].
- Муканов, Нуржан Нурланович (52) — казахстанский военачальник, генерал-майор (2014)[207].
- Мяки, Вейо (61) — финский шахматист[208].
- Навакас, Кястутис (55) — литовский поэт[209].
- Накахара, Кейли (72) — американская актриса[210].
- Оллрайт, Грэм (93) — французский композитор, певец и автор песен[211].
- Прелатов, Вадим Алексеевич (78) — российский кардиохирург, доктор медицинских наук, профессор кафедры хирургии СГМУ, заслуженный врач Российской Федерации[212].
- Сизых, Сергей Николаевич (36) — российский актёр, артист Омского академического театра драмы[213].
- Тимар, Матьяш (96) — венгерский экономист, министр финансов (1962—1967) и председатель Национального банка Венгрии (1975—1988)[214].
- Храмов, Рэм Андреевич (87) — российский предприниматель, депутат Государственной думы (2000—2007)[215].
- Хрянин, Виктор Николаевич (78) — советский и российский физиолог растений, доктор биологических наук (1980), профессор (1982), заслуженный деятель науки РФ (1997)[216].
- Хюльсхофф, Барри (73) — нидерландский футболист и тренер, игравший в клубе «Аякс» и в национальной сборной[217].
- Чакраборти, Хабуль (60) — индийский бизнесмен, политик и общественный деятель[218].

## 15 февраля

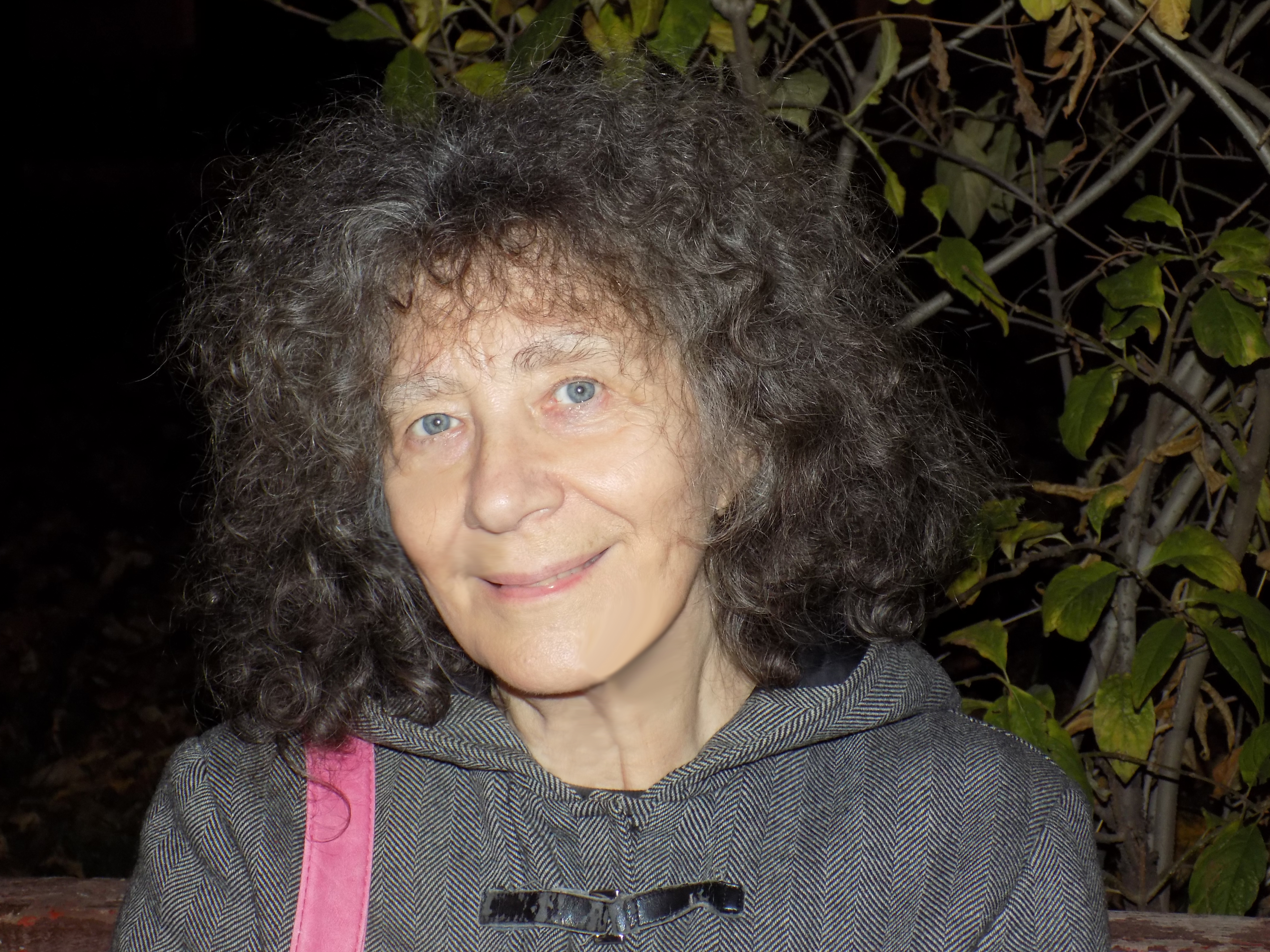
Елена Кацюба

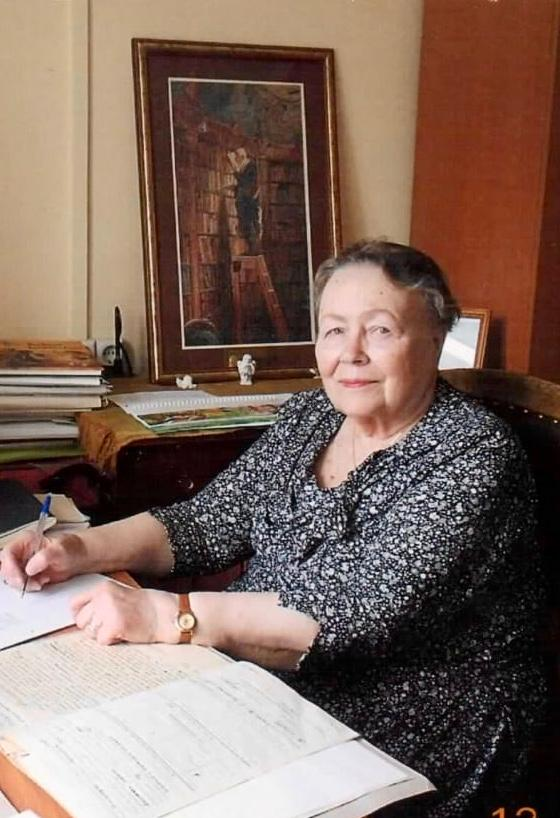
Людмила Коваль

- Бондарь, Николай Сергеевич (29) — украинский фигурист и тренер, трёхкратный бронзовый призёр чемпионатов Украины (2007, 2008, 2009)[219].
- Вюрмсер, Леон (89) — швейцарский и американский психоаналитик[220].
- Гроган, Каван (70) — британский певец[221].
- Гутьеррес, Эрнесто (70) — чилийский актёр[222].
- Дехант, Вирджил (89) — американский католический деятель, верховный рыцарь ордена Рыцари Колумба (1977—2000)[223].
- Довлатов, Константин Николаевич (54) — российский психолог, кандидат психологических наук, писатель[224].
- Кацюба, Елена Александровна (74) — советская и российская поэтесса[225].
- Коваль, Людмила Михайловна (86) — советский и российский историк, библиотековед, библиограф, заслуженный работник культуры Российской Федерации (1998)[226].
- Лященко, Юрий Николаевич (67) — российский гастроэнтеролог, доктор медицинских наук, профессор, сотрудник НИИ имени Склифосовского[227].
- Мимица, Ватрослав (96) — югославский, хорватский кинорежиссёр, сценарист игрового и анимационного кино[228].
- Рудер, Дэвид (90) — американский юрист, председатель Комиссии по ценным бумагам и биржам (1987—1989)[229].
- Салакет, Хосе (77) — чилийский юрист и правозащитник, председатель Amnesty International (1979—1982)[230].
- Сюй Юйчжэ (67) — тайваньский экономист и государственный деятель, министр финансов (2016—2018)[231].
- Томпсон, Рон (66) — американский гитарист, певец и автор песен[232].
- Флэк, Кэролайн (40) — английская радио- и телеведущая; самоубийство[233].
- Хочнер, Аарон (102) — американский писатель и сценарист, сооснователь Newman’s Own (1982)[234].
- Чмыхова, Ирина Николаевна (89) — болгарская певица[235].
- Янголенко, Вадим Алексеевич (52) — советский спортсмен, чемпион СССР (1985, 1989) в горнолыжном слаломе; убит[236].

## 14 февраля

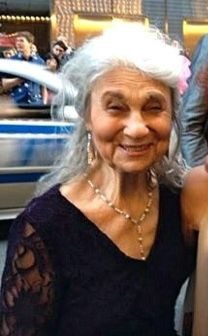
Линн Коэн

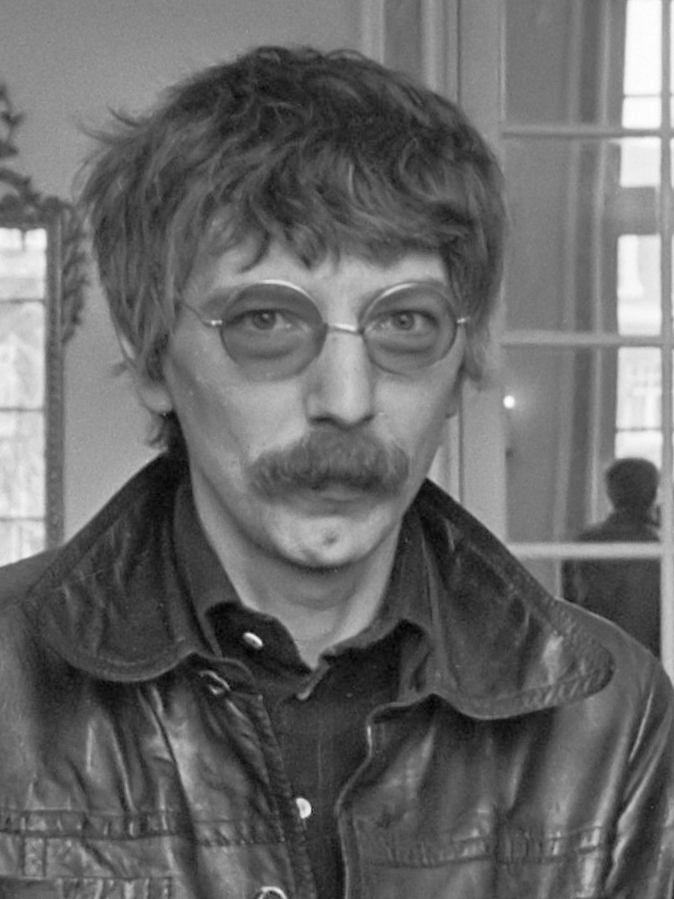
Рейнберт де Леу

- Априль, Аарон Исаакович (87) — советский и израильский художник[237].
- Бондаренко, Григорий Иванович (78) — советский и украинский государственный деятель, депутат Верховной рады (2002—2006)[238].
- Катаев, Игорь Витальевич (97) — советский, чешский и российский пианист и композитор[239].
- Коккони, Иво (90) — итальянский футболист («Парма»)[240].
- Конуэй, Джимми (73) — ирландский футболист, игрок сборной Ирландии по футболу[241].
- Коэн, Линн (86) — американская актриса[242].
- Леу, Рейнберт де (81) — нидерландский дирижёр, композитор, пианист[243].
- Новак, Збигнев (93) — польский генерал, заместитель министра национальной обороны Польши (1969—1989)[244].
- Рагон, Мишель (95) — французский литературный критик и искусствовед[245].
- Ремеш, Дечебал Траян (70) — румынский экономист и политик, министр финансов (1998—2000), министр сельского хозяйства (2007)[246].
- Скотт, Эстер (66) — американская актриса[247].
- Сунь Жуюн (92) — китайский эколог, член Китайской академии наук (1993)[248].
- Токарский, Виктор Арсентьевич (65) — советский и украинский биолог, доктор биологических наук, профессор Харьковского национального университета имени В. Н. Каразина[249].
- Хасиев, Сайд-Магомед Адамович (77) — советский и российский чеченский этнограф и историк[250].
- Христофор (Ракиндзакис) (88) — архиерей Константинопольской православной церкви, епископ Андидский (1999—2020), викарий Торонтской митрополии[251].
- Шрэпнел, Джон (77) — британский актёр[252].

## 13 февраля

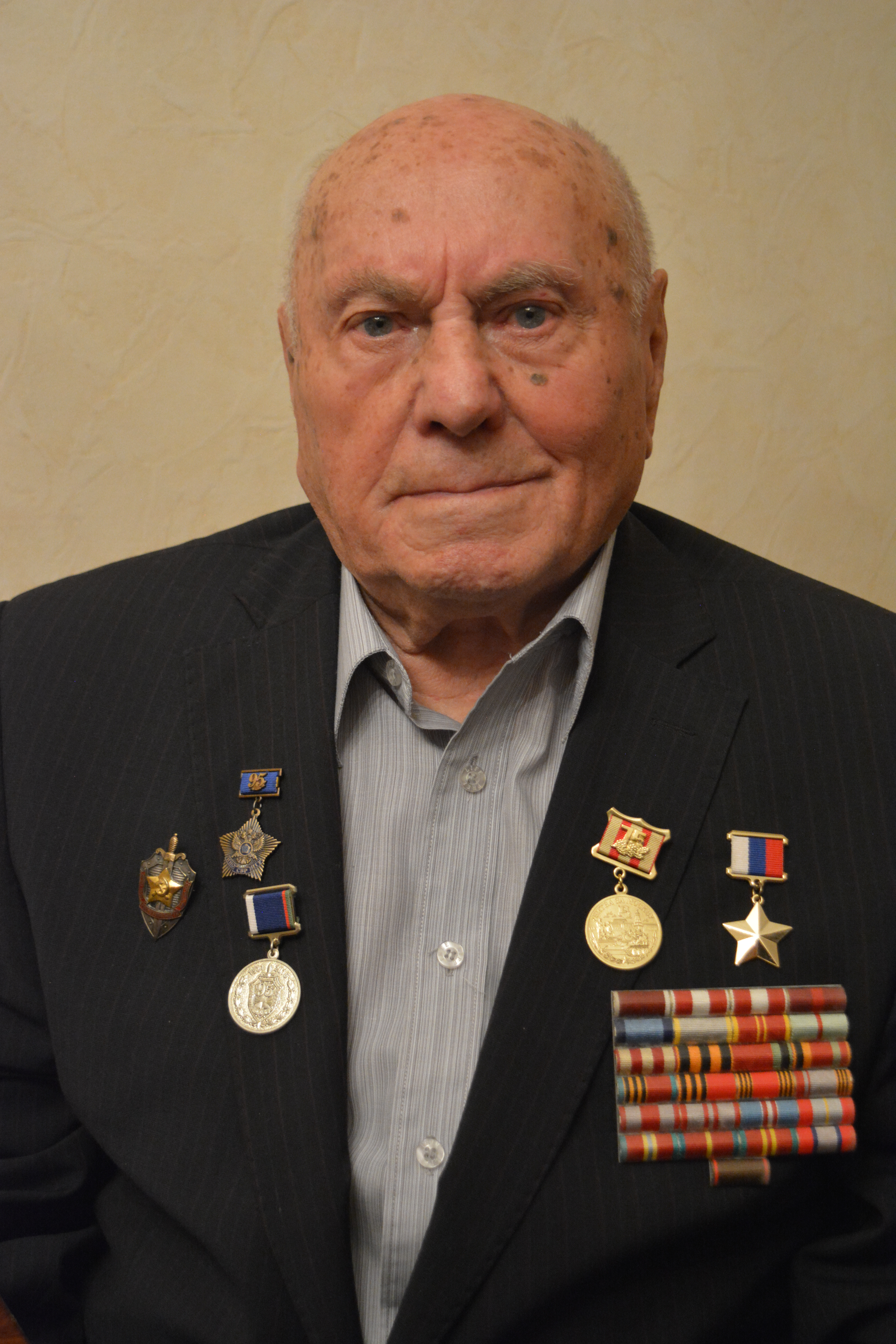
Алексей Ботян

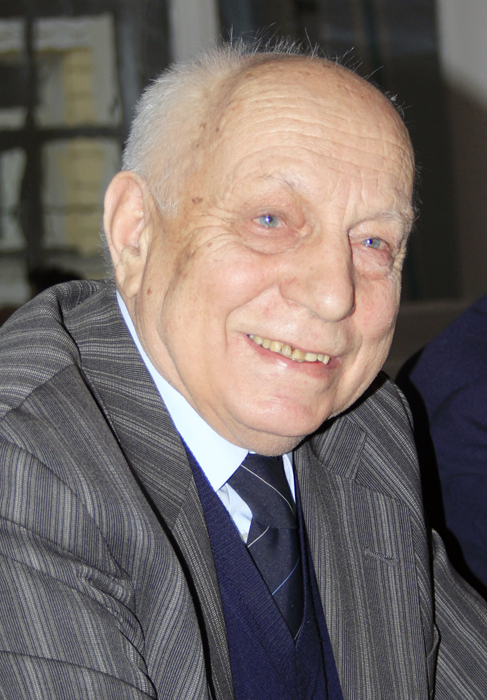
Борис Орлов

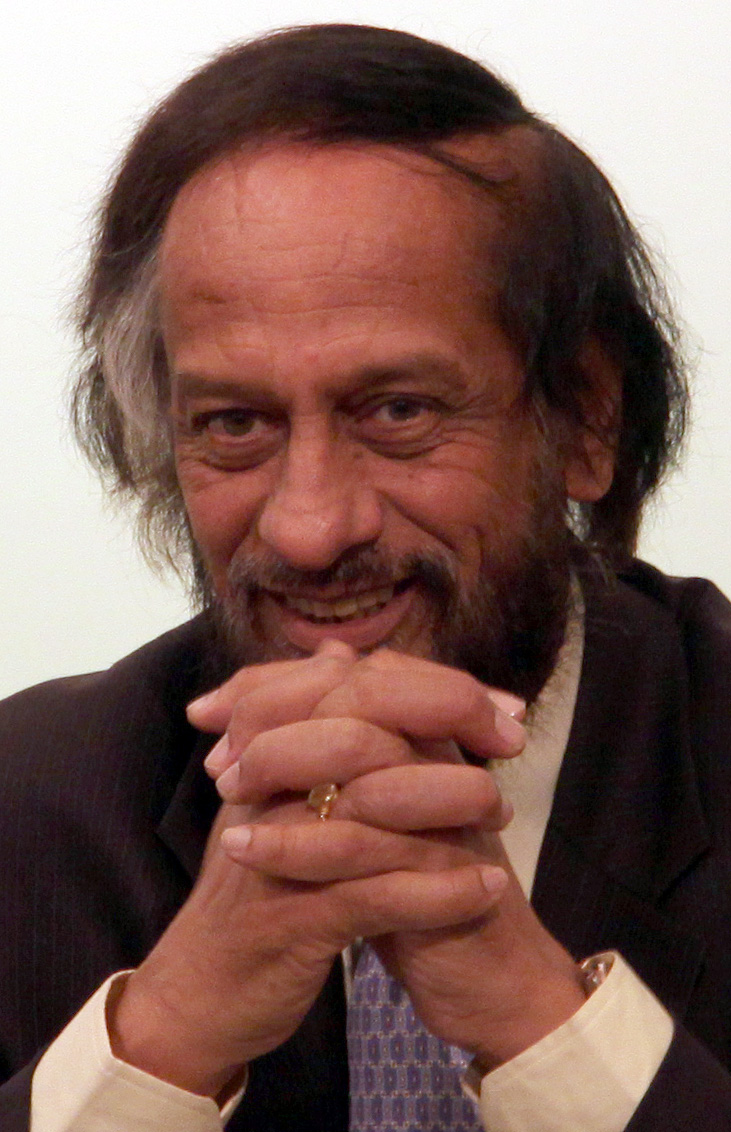
Раджендра Пачаури

- Балкизов, Бати Асхадович (71) — советский и российский кабардинский поэт (похороны состоялись в этот день)[253].
- Ботян, Алексей Николаевич (103) — советский разведчик, Герой Российской Федерации (2007)[254].
- Бутенко, Валерий Павлович (78) — советский футбольный арбитр международной категории[255].
- Варлаам (Новакшонов) (84) — епископ Православной церкви в Америке[256].
- Дежарден, Кристоф (57) — французский альтист[257].
- Жариков, Владимир Павлович (88) — российский скульптор, заслуженный художник Российской Федерации[258].
- Котлер, Юрий Львович (89) — советский и российский прозаик, журналист и драматург, педагог[259].
- Криволапов, Михаил Александрович (83) — украинский искусствовед, заслуженный деятель искусств Украины (1992), академик НАИ Украины (1997)[260].
- Де Леу, Карло (59) — нидерландский футболист («Фейеноорд»)[261].
- Линхарт Баззи (76) — американский певец, композитор и музыкант[262].
- Матюхин, Владимир Александрович (88) — советский, белорусский и российский физиолог, академик АМН СССР/РАМН (1986—2013), академик НАН Беларуси (1995), академик РАН (2013)[263].
- Назаров, Виктор Алексеевич (71) — российский агрохимик, доктор сельскохозяйственных наук (2005), профессор кафедры «Земледелие, мелиорация и агрохимия» СГАУ (2010)[264].
- Неффе, Карел (71) — чехословацкий гребец академического стиля, бронзовый призёр летних Олимпийских игр в Мюнхене (1972)[265].
- Орлов, Борис Сергеевич (89) — советский и российский политолог, доктор исторических наук (1980), профессор, сотрудник ИНИОН РАН (с 1970 года)[266].
- Пачаури, Раджендра (79) — индийский учёный, председатель Межправительственной группы экспертов по изменению климата (2002—2015)[267].
- Ромеро Марчент, Рафаэль (93) — испанский актёр, режиссёр и сценарист[268][269].
- Сакагути, Ёсисага (80) — японский актёр[270].
- Сушин, Александр Анатольевич (61) — российский врач, доктор медицинских наук, профессор, заслуженный врач Российской Федерации[271].
- Тандер, Джимми (54) — новозеландский боксёр, серебряный призёр Кубка мира по боксу (1985), чемпион Игр Содружества (1986)[272].
- Фаберже, Татьяна Фёдоровна (89) — историограф фирмы «Фаберже», правнучка знаменитого придворного ювелира Карла Фаберже[273].
- Федоренко, Валерий Александрович (72) — белорусский фотохудожник[274].
- Хохлов, Анатолий Николаевич (76) — советский футболист и тренер[275].

## 12 февраля

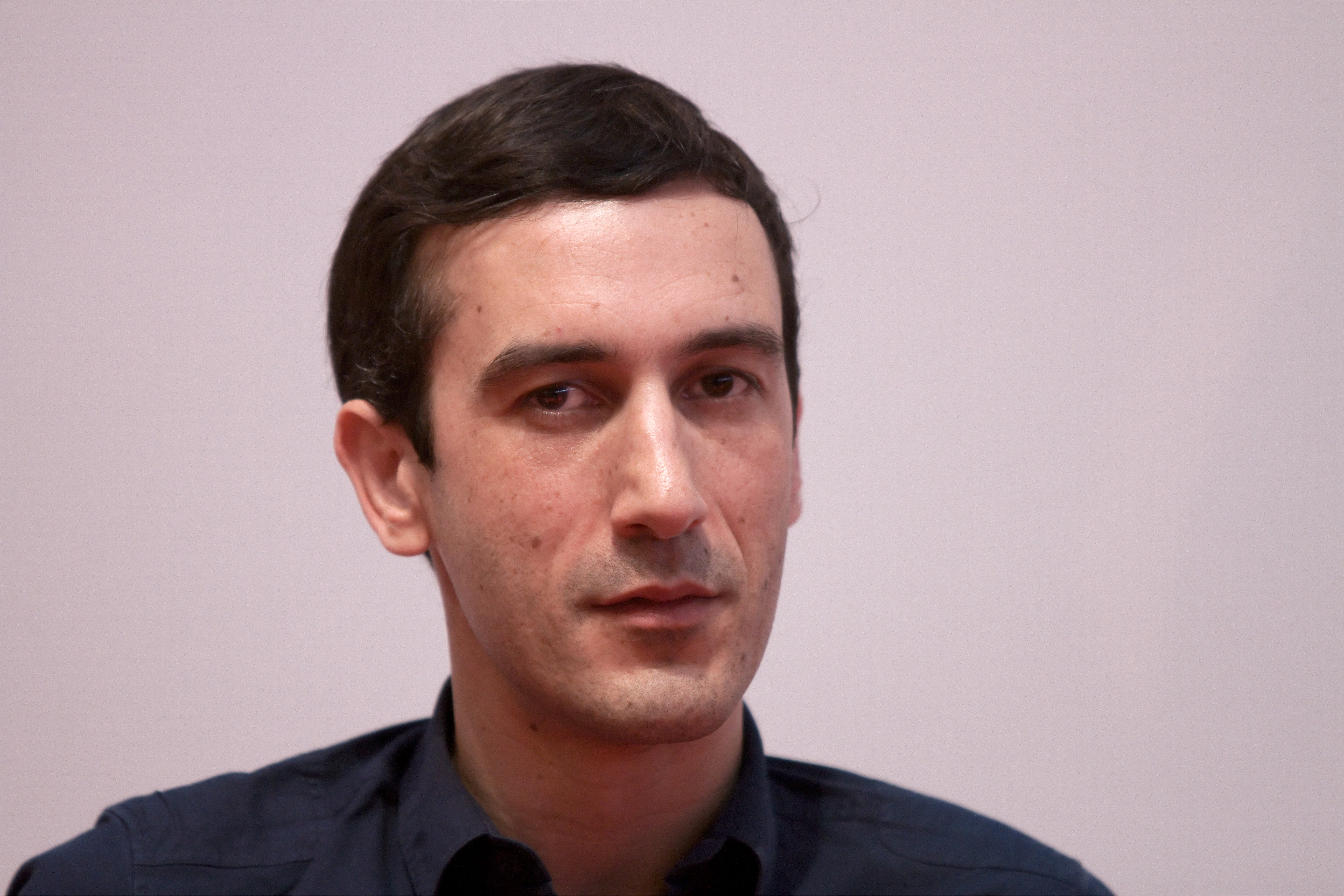
Юбер Булар

- Аревало, Хавьер (82) — мексиканский художник[276].
- Берридж, Майкл (81) — британский биохимик[277].
- Булар, Юбер (49) — французский автор комиксов[278].
- Вихман, Тамаш (72) — венгерский гребец-каноист, двукратный серебряный призёр: в Мехико (1968) и Мюнхене (1972), бронзовый призёр летних Олимпийских игр в Монреале (1976)[279].
- Ганеман, Евгений Карлович (78) — российский предприниматель, исполнительный директор Союза промышленников Алтая (2001—2017)[280].
- Инглиш, Пол (87) — американский барабанщик, работавший с Вилли Нельсоном (1955—1966)[281].
- Йовович, Ранко (78 или 79) — сербский поэт[282].
- Милн, Хэмиш (80) — британский пианист[283].
- Младженович, Ивица (83) — сербский архитектор[284].
- Москвителев, Николай Иванович (93) — советский военачальник, генерал-полковник авиации (1981)[285].
- Спаннинг, Сорен (68) — датский актёр[286].
- Хофстеде, Герт (91) — нидерландский социолог[287].
- Шашкин, Николай Тимофеевич (96) — участник Великой Отечественной войны, Герой Советского Союза (1943) (о смерти сообщено в этот день)[288].
- Эвдокас, Такис (91) — кипрский политик, врач-психиатр и писатель, основатель Национально-демократической партии Кипра[289].

## 11 февраля

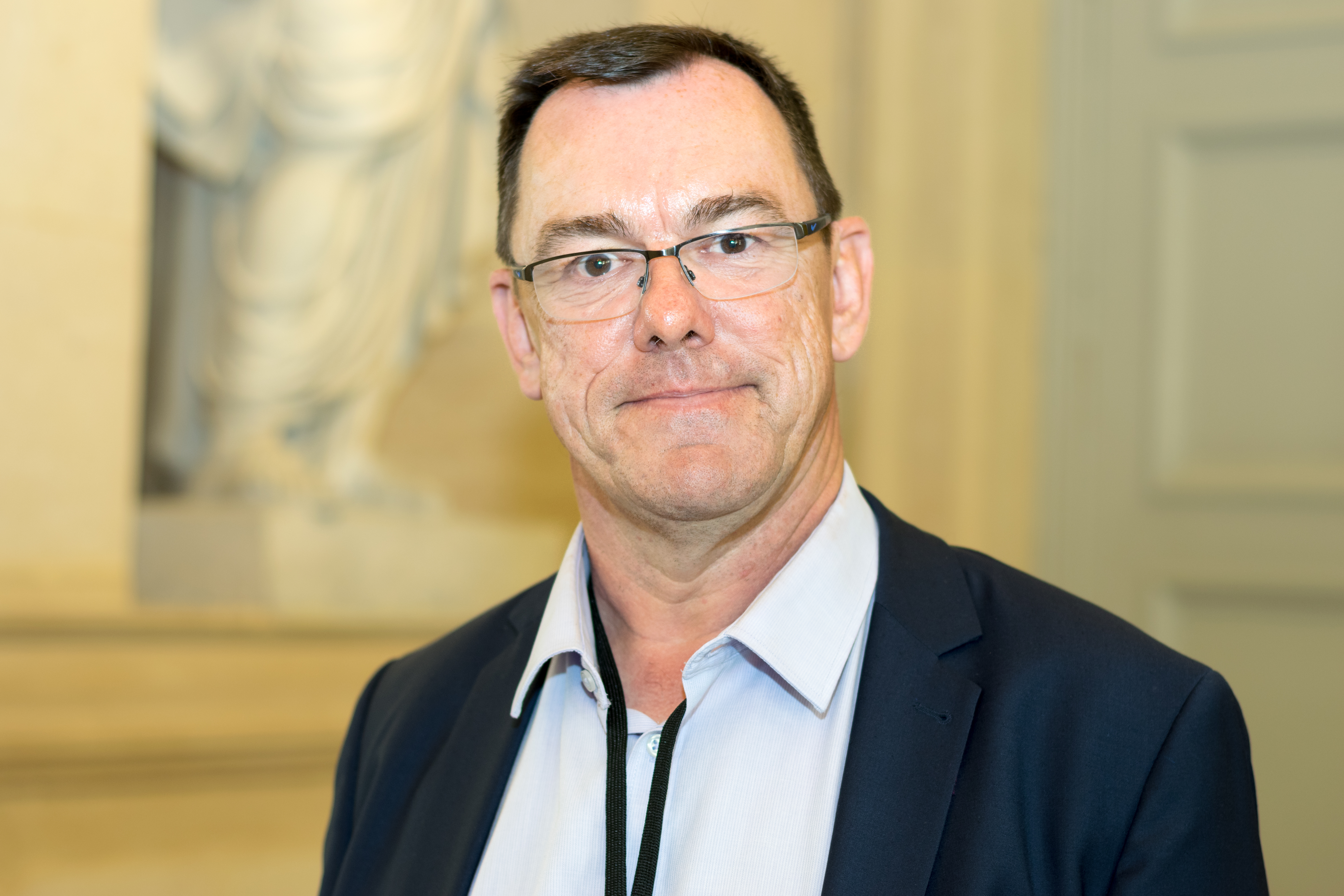
Франсуа Андре

Владимир Дзюба

Владимир Королёв

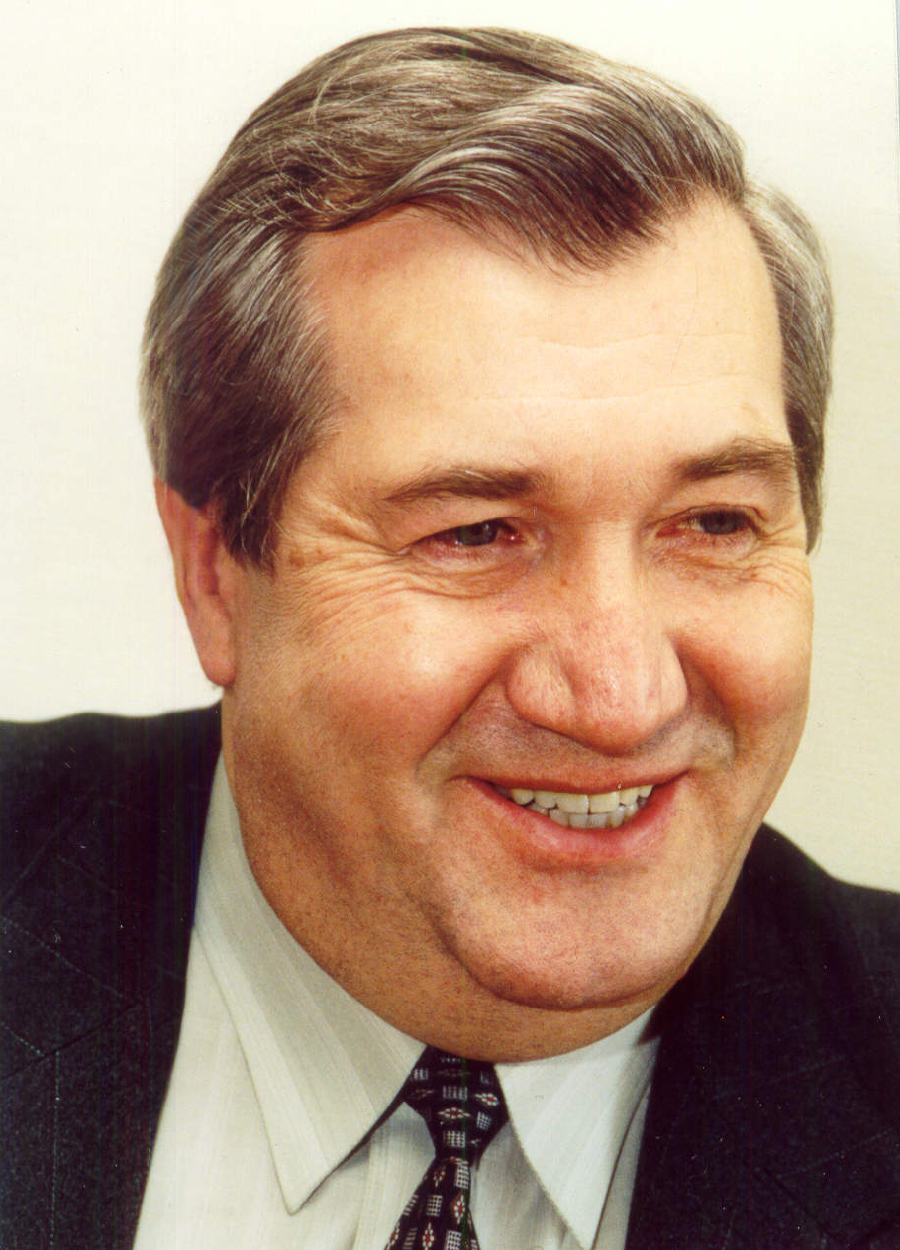
Анатолий Лепешев

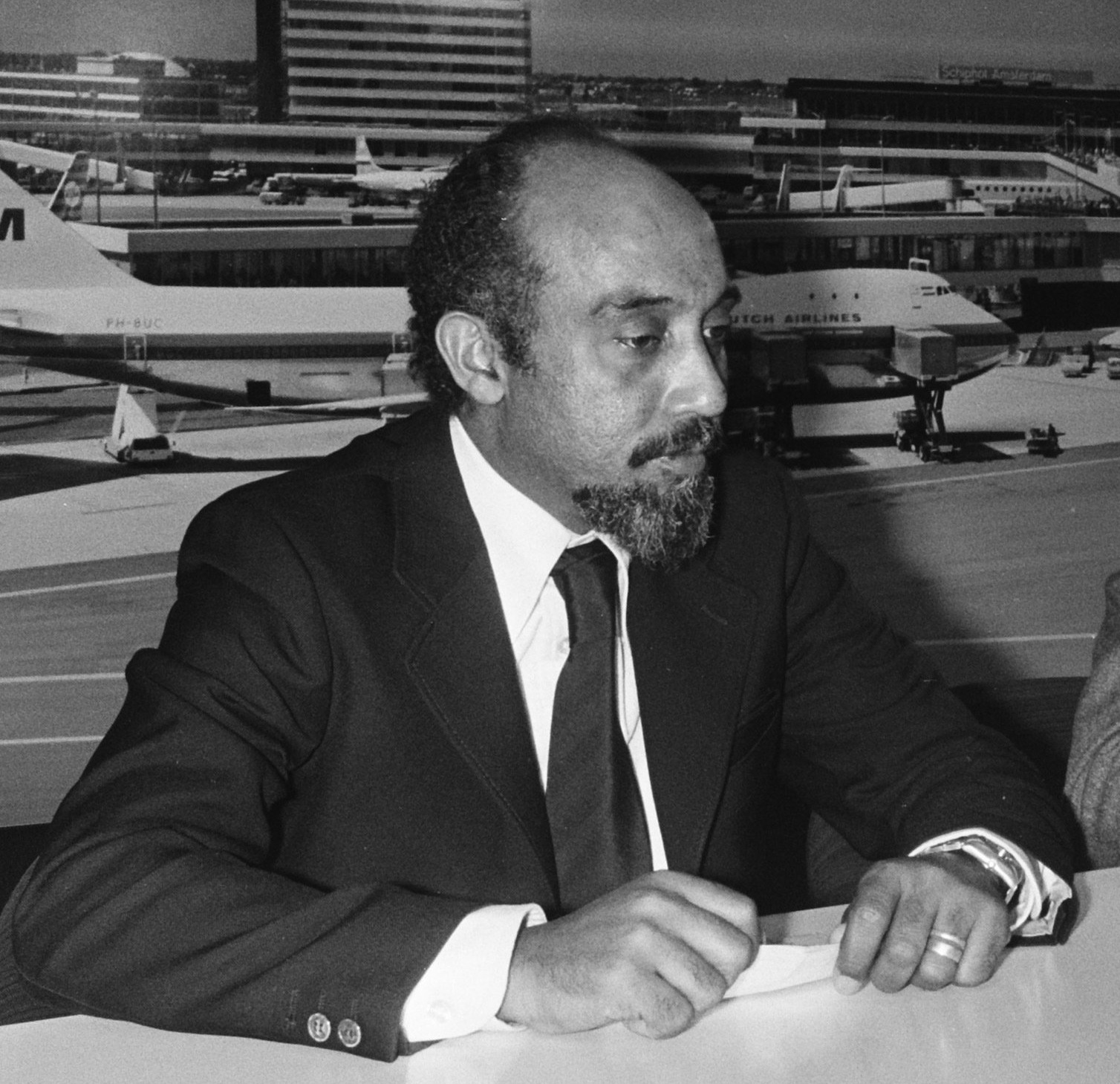
Марселину душ Сантуш

- Андре, Франсуа (52) — французский государственный деятель, депутат Национального собрания Франции (c 2012 года)[290].
- Воротников, Алексей Александрович (80) — советский и российский историк и журналист, доктор исторических наук (1988), профессор[291].
- Ганбаров, Мири Ахад оглы (84) — азербайджанский государственный деятель, министр торговли Азербайджана (1994—1997)[292].
- Дзюба, Владимир Владимирович (73) — советский футболист, бронзовый призёр чемпионата СССР (1974) в составе одесского «Черноморца»[293].
- Канада, Ясумаса (70) — японский математик[294].
- Карибаев, Жандар Карибаевич (80) — казахстанский государственный деятель, сенатор (1995—2002)[295] Архивная копия от 13 февраля 2020 на Wayback Machine.
- Королёв, Владимир Петрович (89) — советский военачальник и военный инженер, генерал-майор (1982)[296].
- Лепешев, Анатолий Александрович (72) — российский материаловед, доктор технических наук (1994), профессор (1995)[297].
- Лисицын, Александр Петрович (96) — советский и российский учёный в области морской геологии, академик РАН (1994)[298].
- Лэниер, Чарльз (77) — американский актёр[299][300].
- Мелер, Жак (83) — французский когнитивный психолог[301].
- Рейнгольд, Валерий Леонидович (77) — советский футболист, чемпион СССР (1962) в составе «Спартака» (Москва)[302].
- Сантуш, Марселину душ (90) — мозамбикский поэт и политический деятель, вице-президент ФРЕЛИМО (1970—1977), председатель Собрания Республики (1977—1994)[303].
- Сухинин, Валентин Павлович (71) — советский и российский деятель образования, доктор педагогических наук, профессор, проректор по управлению Сызранским филиалом Самарского государственного технического университета (2004—2017)[304].
- Фильсмайер, Йозеф (81) — немецкий кинорежиссёр и кинооператор[305].
- Хамелин, Луис-Эдмон (96) — канадский географ, лауреат Премии генерал-губернатора (1975) и Премии Молсона (1982)[306].
- Хэддрик, Рон (90) — австралийский актёр[307].
- Четин, Иван Васильевич (78) — советский хозяйственный, партийный и государственный деятель[308].
- Шабалала, Джозеф (78) — южноафриканский музыкант и певец, основатель, руководитель и солист группы Ladysmith Black Mambazo[309].

## 10 февраля
- Амейхейрас Дельгадо, Эфихенио (88) — кубинский партизанский командир, бригадный генерал и писатель, Герой Республики Куба (2001)[310].
- Бретеше, Клер (79) — французская художница-карикатуристка[311].
- Вальтер, Михаил Юрьевич (73) — советский и российский театральный актёр, артист Вологодского театра драмы[312].
- Виликовский, Павел (78) — словацкий писатель, лауреат Премии Виленицы (1997)[313].
- Герман, Роберт[англ.] (88) — американский математик[314].
- Гурова, Татьяна Михайловна (61) — российская поэтесса[315].
- Джордан, Патрик (96) — британский актёр[316][317] (о смерти стало известно в этот день).
- Кондратьева, Энгельсина Александровна (81) — советская и российская балерина и хореограф, солистка балета Бурятского театра оперы и балета[318].
- Лонгджан, Игнатиус Датонг (75) — нигерийский политик, сенатор Нигерии (с 2019)[319].
- Медведев, Валерий Владимирович (66) — советский и российский певец, солист Кубанского казачьего хора, заслуженный артист Российской Федерации; ДТП[320].
- Мэйс, Лайл (66) — американский джазовый пианист[321].
- Моргунов, Роман Николаевич (49) — советский и киргизский футболист, игрок сборной Кыргызстана[322].
- Никулина, Галина Ильинична (73) — советская актриса, артистка Театра имени Ленсовета (1969—1992), заслуженная артистка РСФСР (1979)[323].
- Редмонд, Мардж (95) — американская актриса и певица[324].
- Флимм, Отто (90) — немецкий предприниматель и общественный деятель, президент ADAC (1989—2001)[325].

## 9 февраля

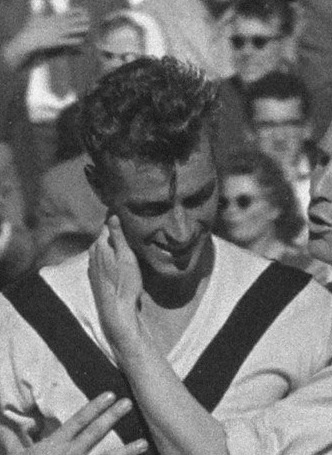
Шак Брокс

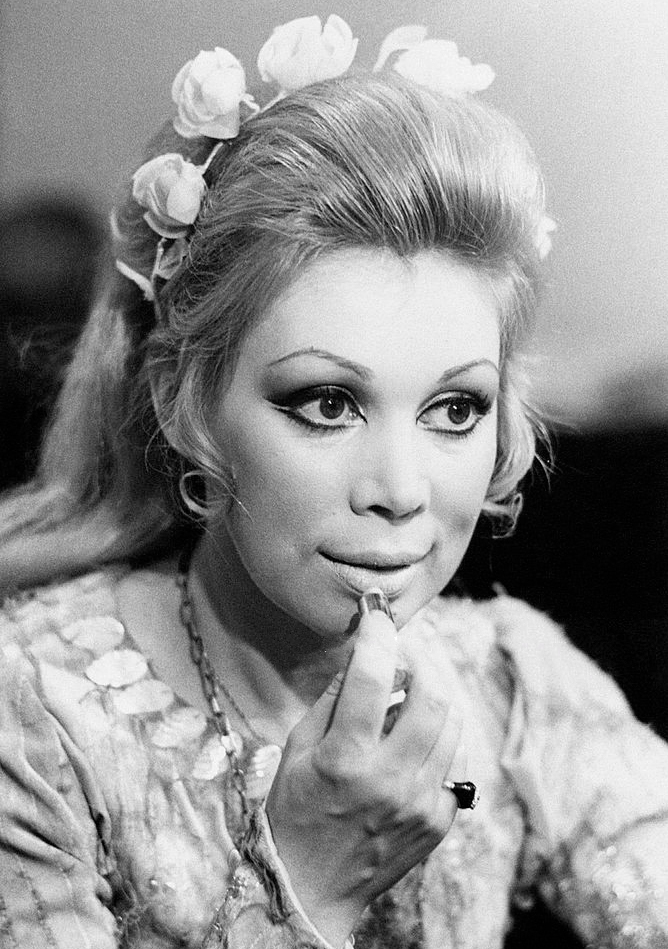
Мирелла Френи

- Брокс, Шак (83) — нидерландский футболист и тренер (о смерти стало известно в этот день)[326].
- Вазнис, Алоизс (85) — советский и латвийский юрист и государственный деятель, первый министр внутренних дел Латвии (1990—1991)[327].
- Варлашов, Вячеслав Владимирович (61) — российский актёр и певец, солист Иркутского музыкального театра (с 1987 года), заслуженный артист Российской Федерации (2002)[328].
- Гончаров, Юрий Михайлович (81) — российский актёр[источник не указан 482 дня].
- Гордон, Григорий Борисович (83) — советский и российский пианист[329].
- Госсен, Эрвин Францевич (88) — советский и казахский почвовед, академик НАН Казахстана[330].
- Зеленогорский, Валерий Владимирович (70) — русский писатель[331].
- Кадоган, Джон (89) — британский химик[332].
- Келли, Паула (78) — американская актриса[333].
- Кишоре, Гирирадж (82) — индийский писатель[334].
- Краньичевич, Владимир (83) — югославский и хорватский дирижёр[335].
- Ли Хэвон (100) — наследница корейской королевской династии Чосон[336].
- Макаров, Владимир Иванович (83) — советский и российский тренер по хоккею на траве, заслуженный тренер РСФСР (1980)[337].
- Марин, Энрике (84) — испанский художник[338].
- Перейра, Карлос Хулио (97) — уругвайский политик, член Сената Уругвая, кандидат на пост президента страны[339].
- Рассел, Дональд (99) — британский литературовед, профессор[340].
- Сафонов, Георгий Анатольевич (86) — российский учёный в области биотехнологии и ветеринарной медицины, член-корреспондент ВАСХНИЛ/РАСХН (1991—2014), член-корреспондент РАН (2014)[341].
- Серёгин, Пётр Алексеевич (73) — советский и российский ботаник[342].
- Слонимский, Сергей Михайлович (87) — советский и российский композитор, народный артист РСФСР (1987), академик РАО (1993)[343].
- Сумирах, Тати (68) — индонезийская бадминтонистка, бронзовый призёр чемпионата мира по бадминтону в Джакарте (1980)[344].
- Таспаанчык, Ошку-Саар Маадыр-ооловна (82) — советская и российская тувинская певица (сопрано)[345].
- Толлеструп, Элвин (95) — американский физик, один из создателей тэватрона, лауреат Национальной медали США в области технологий и инноваций (1989)[346].
- Файнсмит, Марвин (87) — американский и израильский фаготист[347].
- Френи, Мирелла (84) — итальянская оперная певица (сопрано)[348].
- Фурне-Файар, Жан (88) — французский футбольный функционер, президент Федерации футбола Франции (1985—1993)[349].
- Халлин, Маргарета (88) — шведская оперная певица (сопрано), композитор и актриса[350].
- Хейз, Соррел (79) — американская пианистка и композитор[351].
- Хистау, Давид (49) — испанский журналист и писатель[352].

## 8 февраля

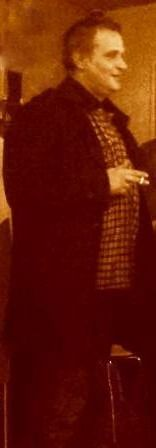
Александр Петрушкин

- Асланов, Пирмагомед Пирмагомедович (75) — советский и российский дагестанский поэт[353].
- Баусов, Виталий Иванович (90) — советский и российский артист театра, заслуженный работник культуры Российской Федерации[354].
- Вольпи, Грация (78) — итальянский кинопродюсер[355].
- Голубев, Александр Титович (83) — деятель советских и российских спецслужб, генерал-лейтенант (1993)[356].
- Дадашев, Рауф Мамедага оглы (75) — советский и азербайджанский кинорежиссёр-аниматор[357].
- Жирардо, Морис (98) — французский баскетболист, серебряный призёр летних Олимпийских игр в Лондоне (1948)[358].
- Конрад, Роберт (84) — американский киноактёр[359].
- Кохак, Эразим (86) — чешский философ[360].
- Макларти, Рон (72) — американский писатель, драматург и актёр[361].
- Массен, Робер (94) — французский графический дизайнер и типограф[362].
- Машковцев, Игорь Павлович (90) — советский и российский тренер по лыжным гонкам, заслуженный тренер Российской Федерации[363].
- Петрушкин, Александр Александрович (47) — российский поэт, прозаик, драматург, литературный критик[364].
- Рохас, Карлос (91) — испанский писатель[365].
- Смирнов, Юрий Мстиславович (87) — советский и российский кристаллофизик, доктор технических наук (1987), профессор кафедры прикладной физики ТвГУ, заслуженный деятель науки Российской Федерации (1996)[366].
- Фигурнов, Валентин Александрович (81) — советский и российский инфекционист, заслуженный врач Российской Федерации (2002), доктор медицинских наук, профессор[367].
- Хасабов, Сергей Владимирович (69) — советский и российский художник-карикатурист[368].
- Шпенглер, Фолькер (80) — немецкий актёр[369].

## 7 февраля

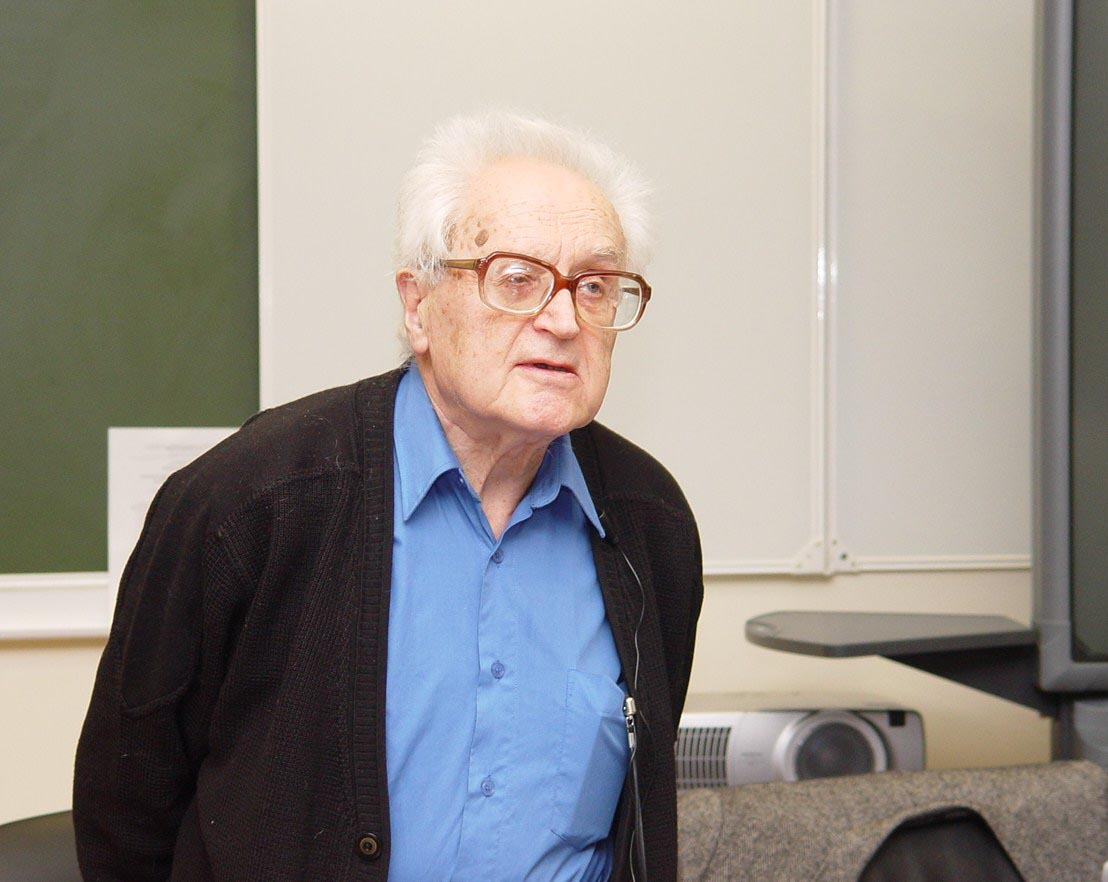
Георгий Багатурия

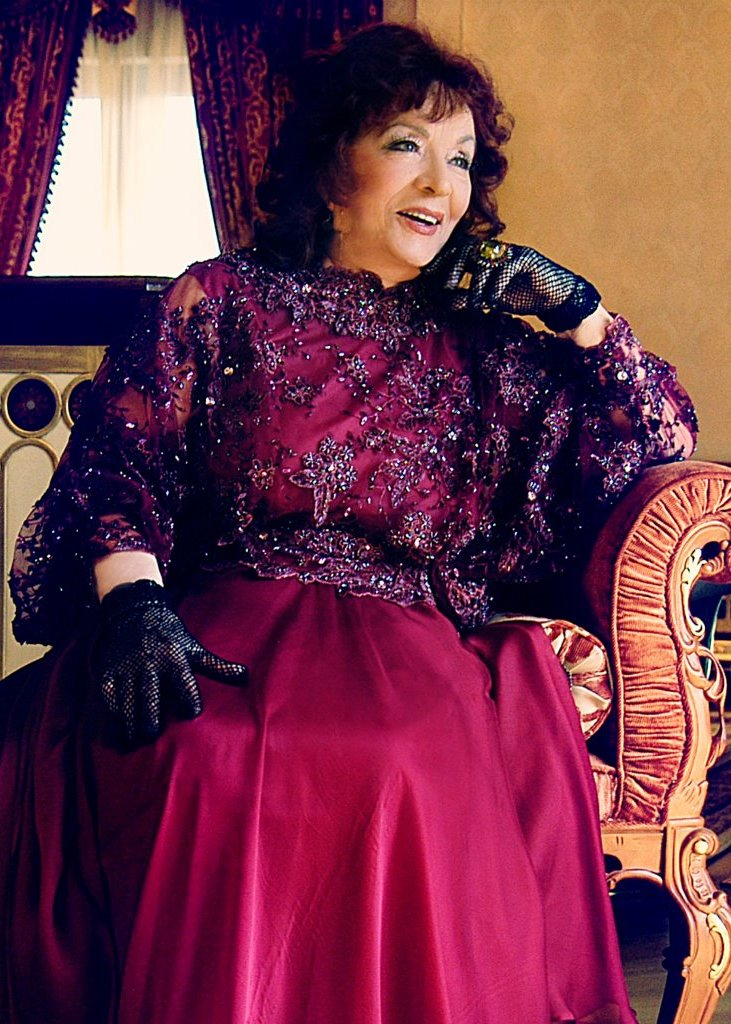
Неджиме Пагаруша

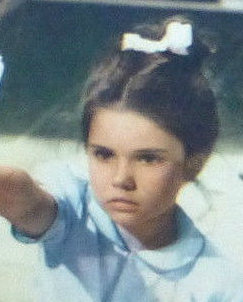
Энн Тодд

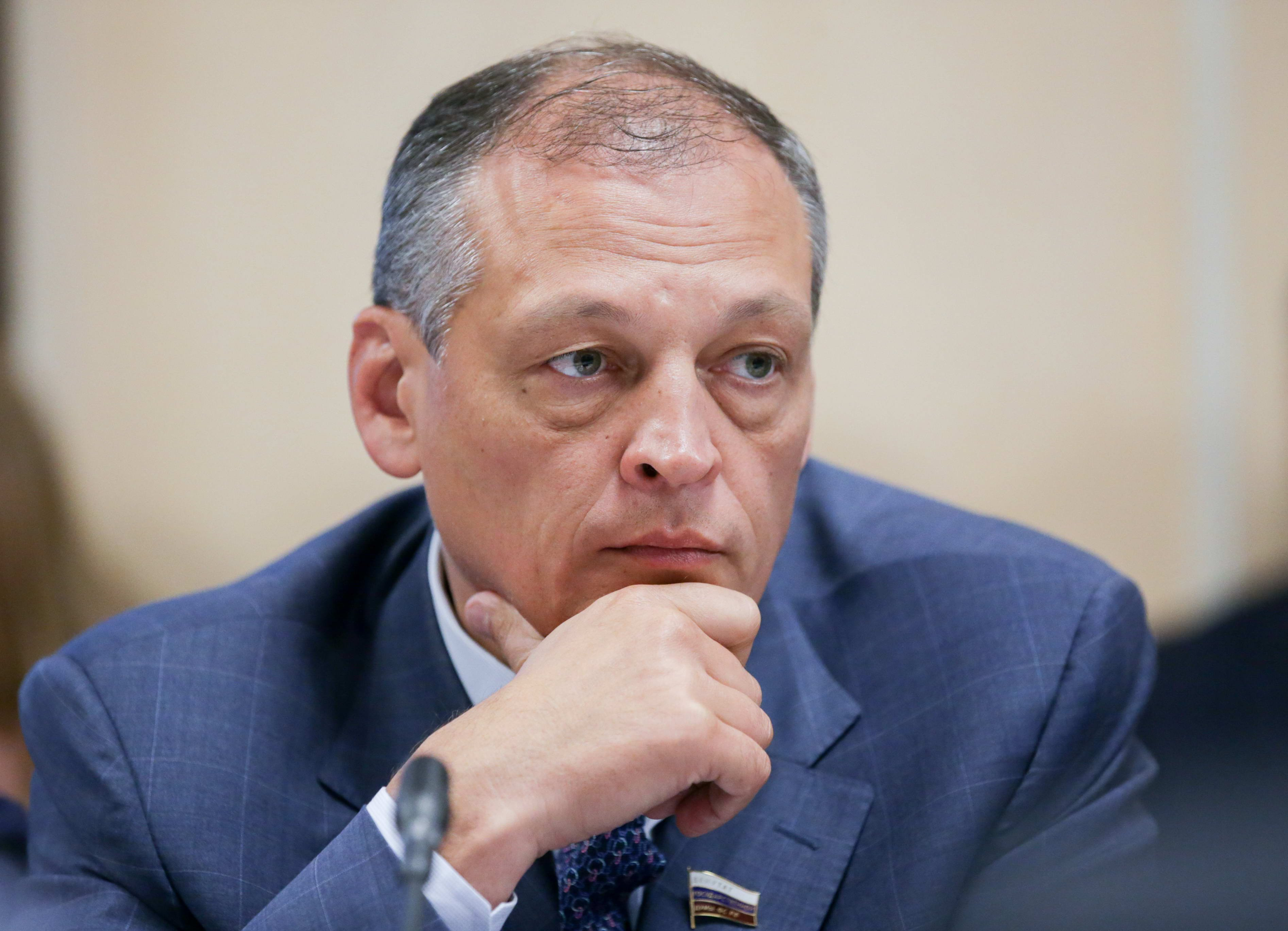
Айрат Хайруллин

- Багатурия, Георгий Александрович (90) — советский философ, доктор философских наук (1988), профессор, заслуженный деятель науки РСФСР (1989)[370].
- Байкова, Валентина Владимировна (90) — советский и российский хореограф, педагог-репетитор балетной труппы Пермского театра оперы и балета, заслуженный работник культуры РСФСР (1976)[371].
- Бин, Орсон (91) — американский киноактёр; ДТП[372].
- Гийота, Пьер (80) — французский писатель[373].
- Гленни, Брайан (73) — канадский хоккеист, бронзовый призёр зимних Олимпийских игр в Гренобле (1968)[374].
- Горелик, Виктор (78) — американский издатель, главный редактор Archie Comics[375].
- Забунов, Иван Данилович (71) — молдавский историк и государственный деятель, депутат парламента Молдовы (1994—1998)[376].
- Ларсен, Йорген Эрик (74) — датский футболист и тренер[377].
- Ли Вэньлян (33) — китайский врач[378].
- Макгарелл, Джеймс (89) — американский художник[379].
- Пагаруша, Неджмие (86) — албанская актриса и певица[380].
- Стрейкен, Гарольд (94) — южноафриканский писатель[381].
- Тодд, Энн (88) — американская актриса[382].
- Устич, Сергей Иванович (64) — украинский государственный деятель и дипломат, председатель Закарпатской ОГА (1994—1999), чрезвычайный и полномочный посол в Чехии (1999—2004) и Словакии (2004—2005)[383].
- Хайруллин, Айрат Назипович (49) — российский экономист и государственный деятель, депутат Государственной думы (с 2003 года), доктор экономических наук (2009); авиакатастрофа[384].
- Эйхенгрин, Люсиль (95) — немецкая мемуаристка, пережившая Холокост[385].
- Эпплъярд, Леонард (81) — британский дипломат, посол Великобритании в Китае (1994—1997)[386].

## 6 февраля
- Аверьянова, Татьяна Витальевна (67) — российский криминалист, доктор юридических наук (1994), профессор (1995), заслуженный деятель науки Российской Федерации (2003), генерал-майор полиции (2011)[387].
- Ануфриев, Евгений Александрович (98) — советский философ, доктор философских наук (1972), заслуженный профессор МГУ (2003), заслуженный деятель науки РСФСР (1982), последний участник боя у деревни Хлуднево[388].
- Атха, Дик (88) — американский баскетболист, чемпион Панамериканских игр (1951)[389].
- Вайд, Кришна (92) — индийский писатель[390].
- Ван Цзинь (93) — китайский археолог[391].
- Веласкес, Джон Хайро (57) — венесуэльский киллер из Медельинского кокаинового картеля[392].
- Коулмэн, Рафаэль (25) — британский актёр[393].
- Лемза, Владимир Дмитриевич (70) — украинский спортивный менеджер, депутат Верховной Рады Украины 6 созыва[394].
- Либерда, Ян (83) — польский футболист, игравший за национальную сборную (1959—1967)[395].
- Липко, Ромуальд (69) — польский композитор и мультиинструменталист, один из основателей группы Budka Suflera[396].
- Магнелль, Ула (74) — шведский певец и гитарист[397].
- Моран, Джимми (84) — шотландский футболист[398].
- Нелес, Андре (42) — бразильский и экваториальногвинейский футболист[399].
- Рокуэлл, Питер (83) — американский скульптор[400].
- Сайгидов, Али-Гаджи Магомедович (71) — советский и российский дагестанский скульптор, заслуженный художник Российской Федерации (1999)[401].
- Санти, Нелло (88) — итальянский дирижёр[402].
- Сумарлин, Йоханнес (87) — индонезийский экономист и государственный деятель, министр финансов (1988—1993)[403].

## 5 февраля

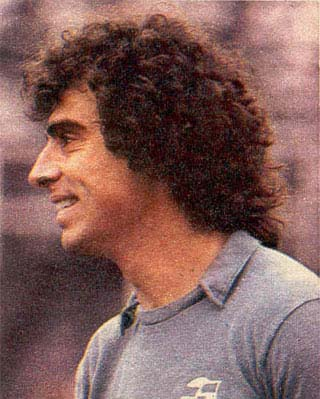
Карлос Бариско

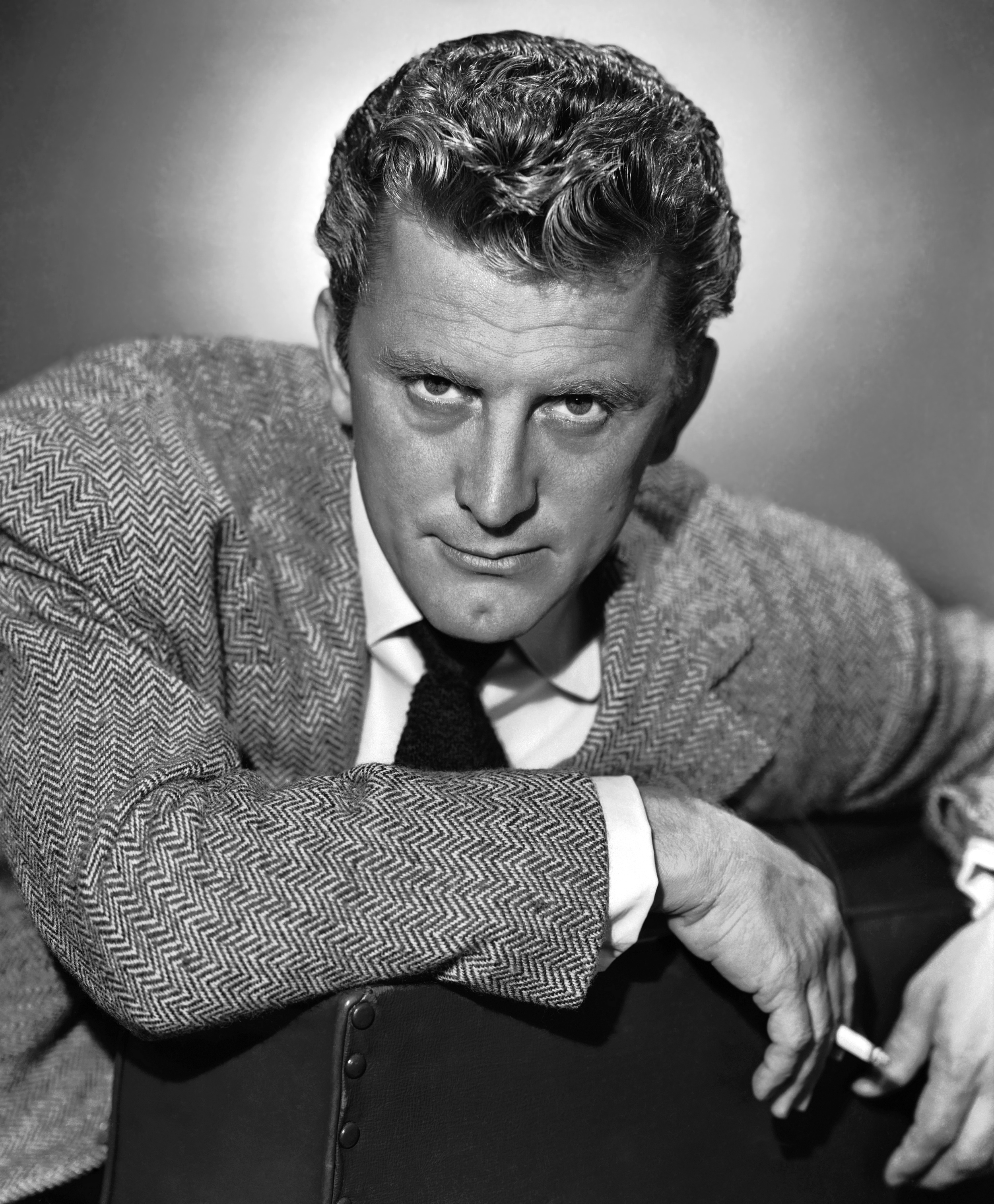
Кирк Дуглас

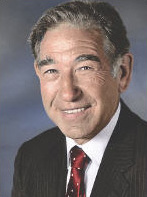
Стэнли Коэн

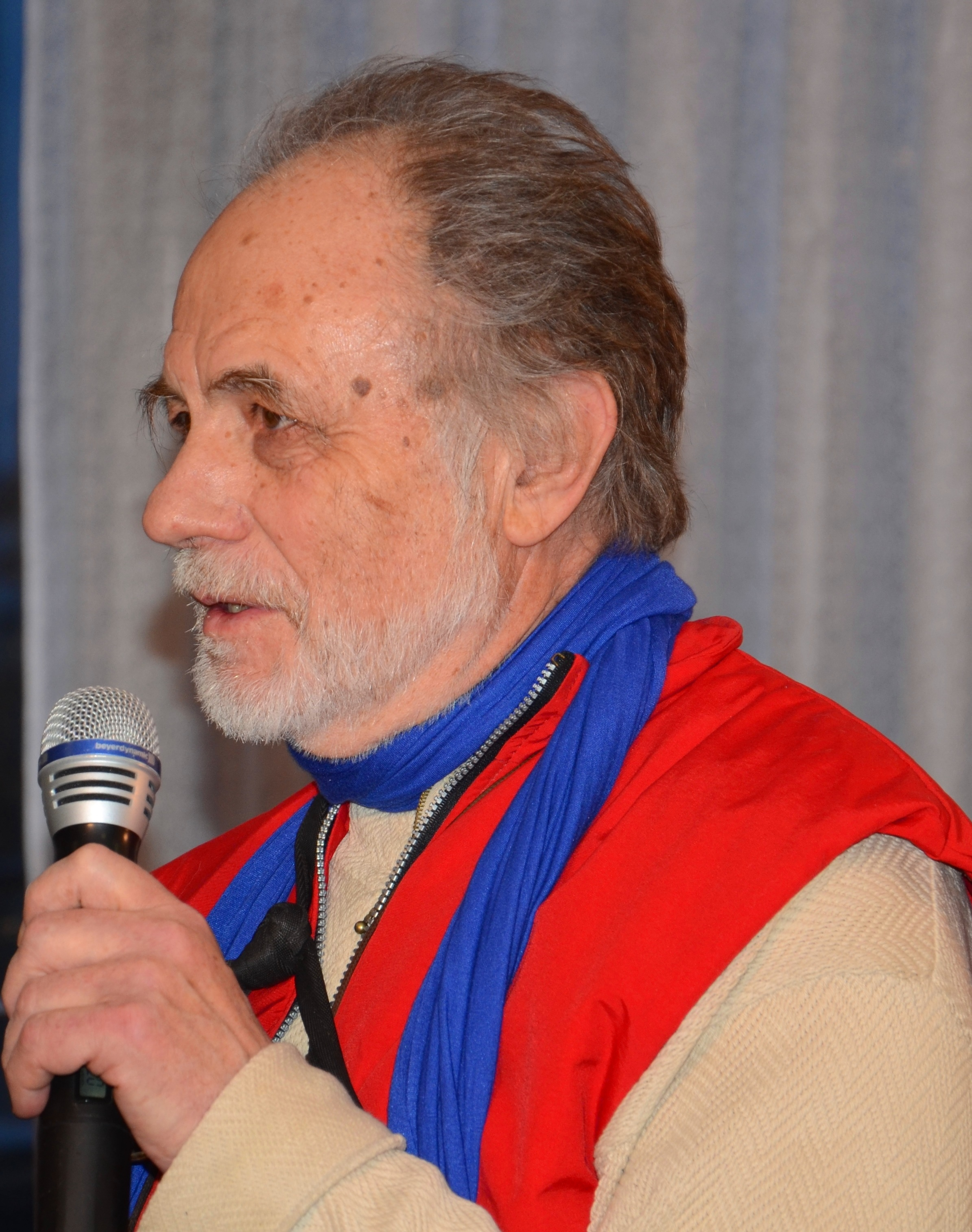
Борис Луценко

- Акаев, Айдар Аскарович (43) — киргизский государственный деятель, сын Аскара Акаева[404].
- Барисио, Карлос (69) — аргентинский футболист, вратарь «Ривер Плейт» и «Феррокарриль Оэсте»[405].
- Дуглас, Кирк (103) — американский актёр, лауреат премии «Оскар» за выдающиеся заслуги в кинематографе (1996) и премии Гильдии киноактёров США за вклад в кинематограф (1998)[406].
- Дуранов, Михаил Евгеньевич (99) — советский педагог, доктор педагогических наук (1981), профессор (1982)[407].
- Иванов, Борис Ильич (80) — советский и российский историк науки и философ, доктор философских наук, профессор, главный научный сотрудник Санкт-Петербургского филиала ИИЕТ РАН[408].
- Кейдж, Бадди (73) — американский гитарист[409].
- Кобелев, Николай Сергеевич () — российский учёный, доктор технических наук (1995), профессор кафедры теплогазоснабжения и вентиляции ЮЗГУ[410].
- Колосков, Александр Сергеевич (75) — советский и российский тренер по боксу, заслуженный тренер РСФСР[411].
- Конуэй, Кевин (77) — американский актёр и кинорежиссёр[412].
- Коэн, Стэнли (97) — американский биохимик, член Национальной академии наук США (1980), лауреат Нобелевской премии по физиологии или медицине (1986)[413].
- Кушенан, Ян (86) — канадский хоккеист («Чикаго Блэкхокс», «Монреаль Канадиенс», «Нью-Йорк Рейнджерс», «Детройт Ред Уингз»), обладатель Кубка Стэнли (1959)[414].
- Луценко, Борис Иванович (82) — советский и белорусский режиссёр-постановщик театра и кино, народный артист Беларуси (1995)[415].
- Мойжиш, Андрей (94) — словацкий актёр[416].
- Пеппер, Беверли (97) — американский скульптор и художница-абстракционист[417].
- Пономарёв, Александр Михайлович (55) — российский гитарист, бас-гитарист и автор песен[418].
- Пуликан, Ив (88) — французский офтальмолог, член Французской академии (2001)[419].
- Хадис, Абади (22) — эфиопский легкоатлет, победитель (в командном зачёте) и бронзовый призёр чемпионата мира по легкоатлетическому кроссу (2017)[420].

## 4 февраля

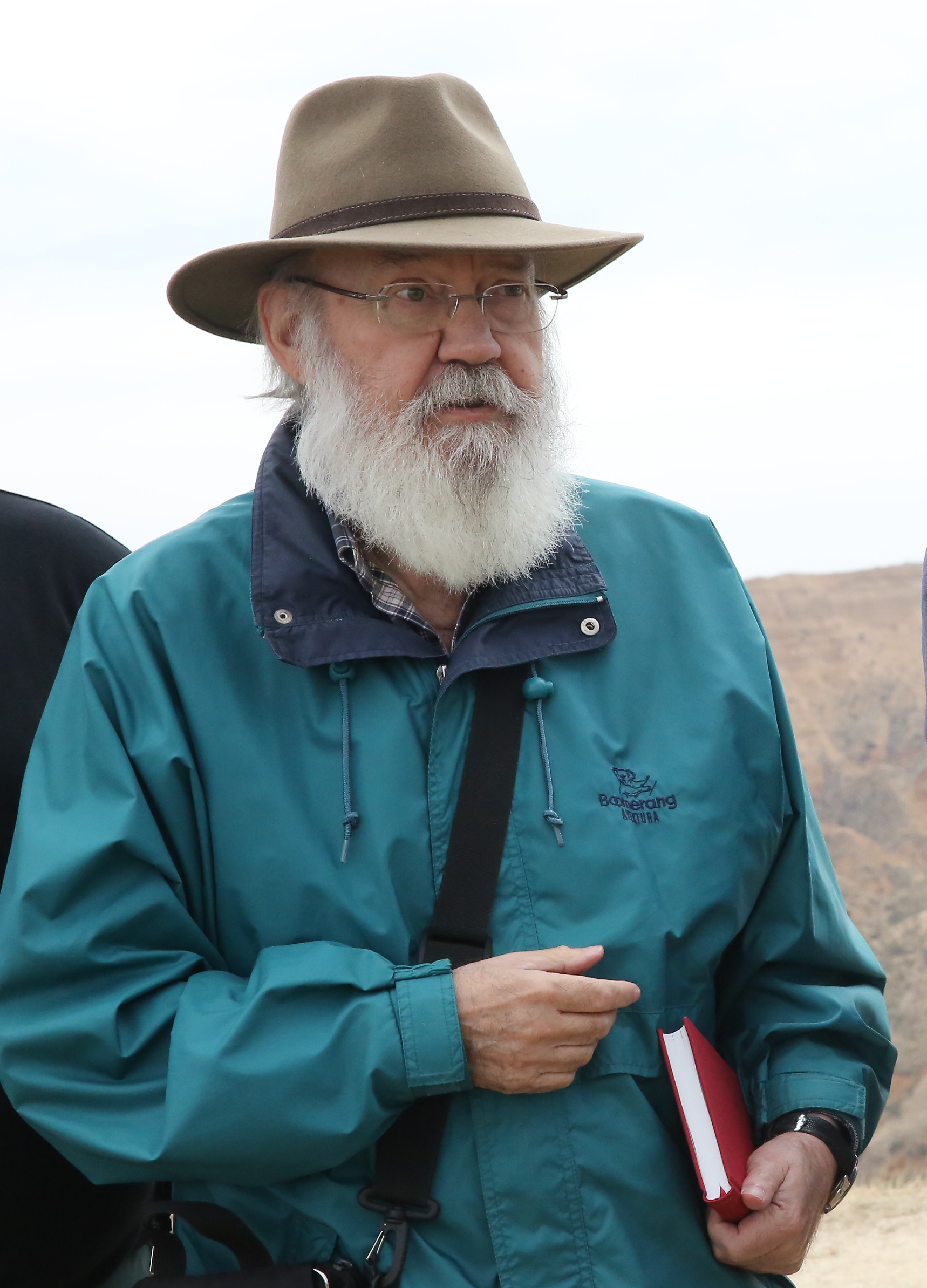
Хосе Луис Куэрда

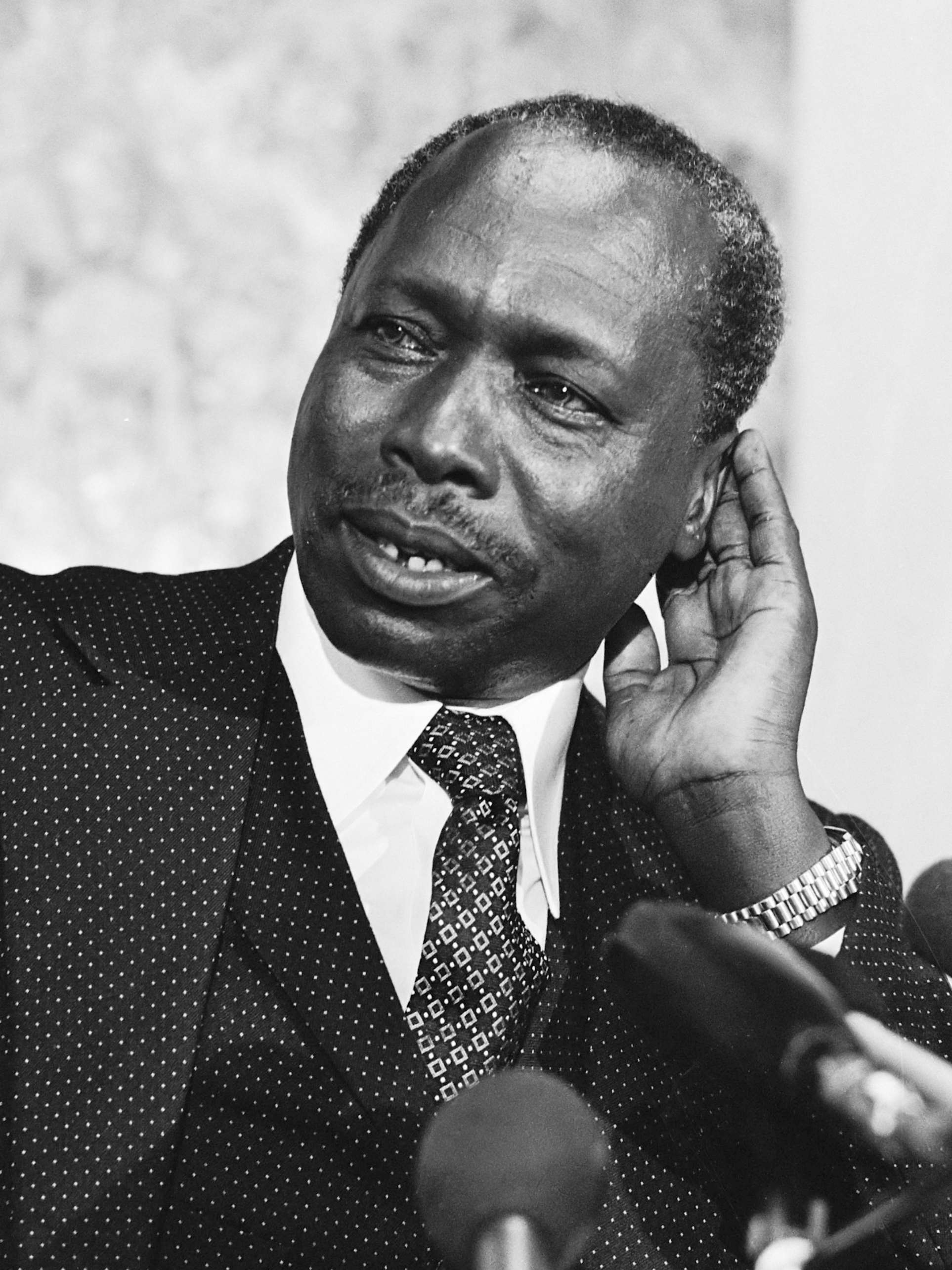
Дэниэл арап Мои

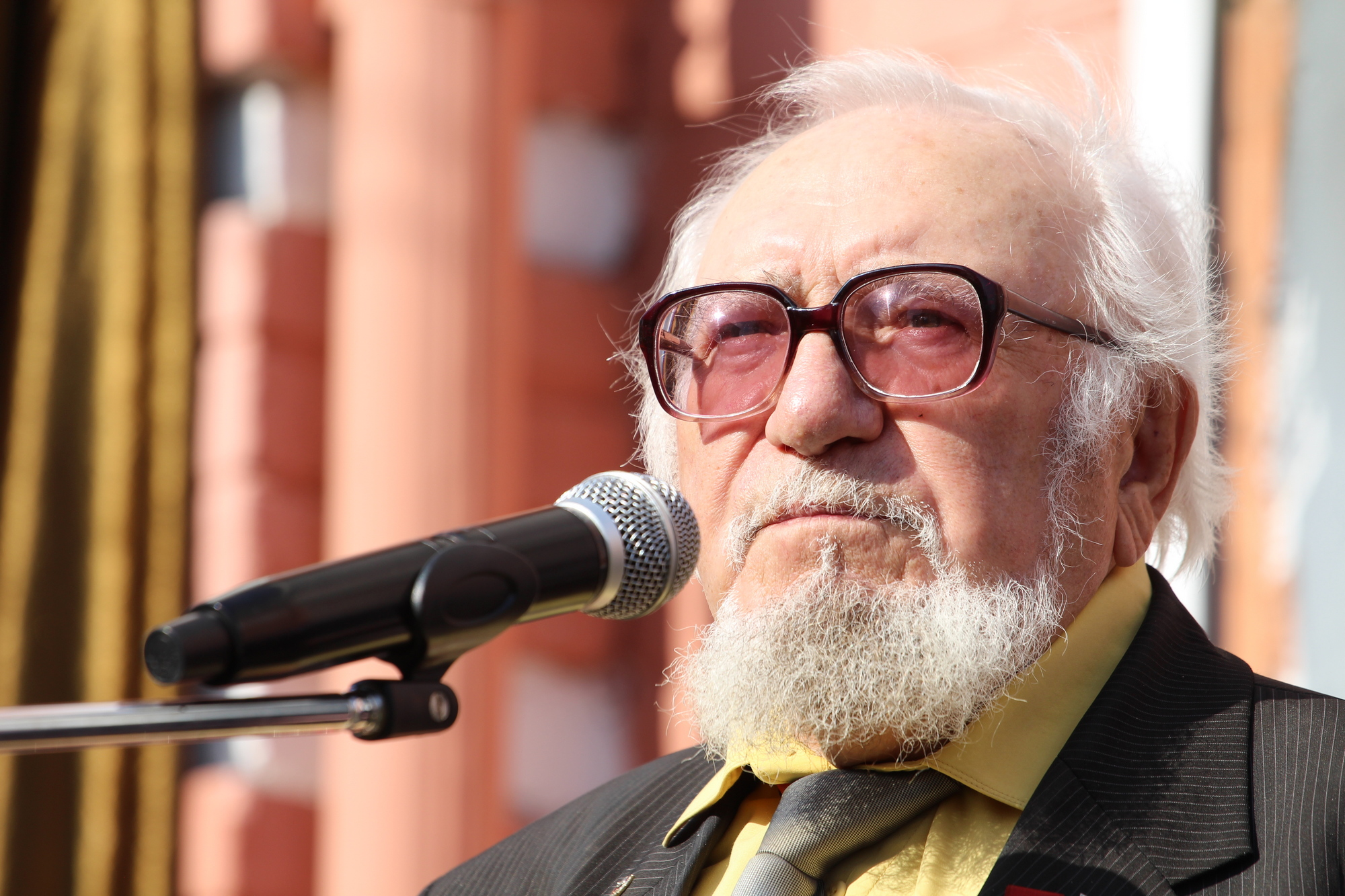
Василий Попков

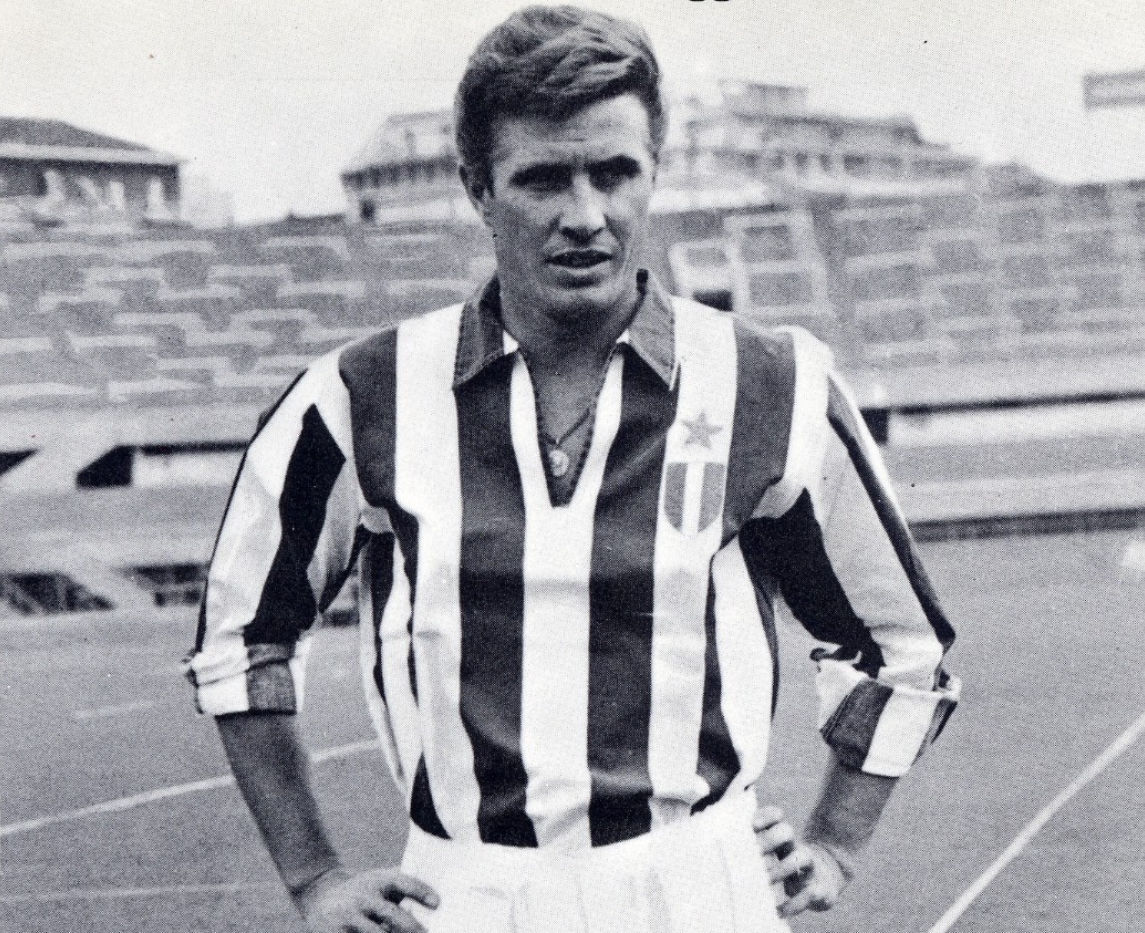
Бенито Сарти

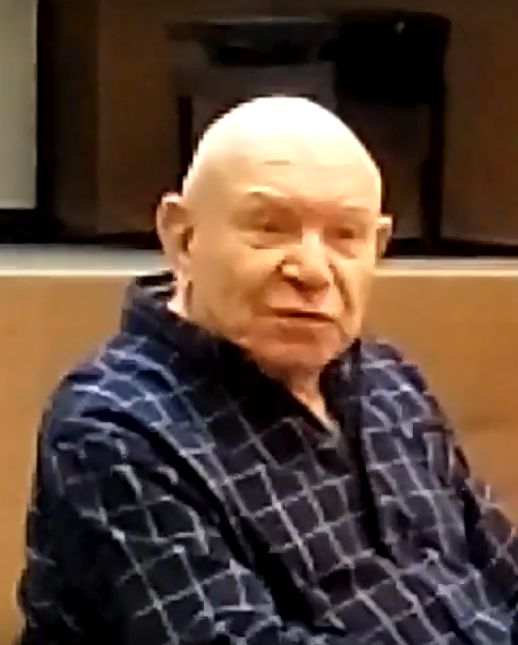
Теодор Шанин

- Аверьянова, Мария Григорьевна (97) — советский историк и краевед[421].
- Бергамини, Джанкарло (93) — итальянский рапирист, чемпион летних Олимпийских игр в Мельбурне (1956), трёхкратный чемпион мира (1954, 1955, 1958)[422].
- Бобовской, Сергей Викторович (59) — советский и российский футболист, центральный защитник, сыгравший 350 матчей за иркутскую «Звезду» (1980—1987)[423].
- Брейтуэйт, Камау (89) — барбадосский поэт, драматург, историк и социолог[424].
- Бульба, Дмитрий Васильевич (53) — российский актёр[425].
- Зайдфудим, Павел Хаскельевич (71) — российский учёный и государственный деятель, доктор биологических наук, профессор (1997)[426].
- Иноземцев, Владимир Владимирович (55) — украинский легкоатлет, рекордсмен Украины по тройному прыжку[427].
- Кирхнер, Фолькер Давид (77) — немецкий композитор[428].
- Куэрда, Хосе Луис (72) — испанский продюсер, сценарист и режиссёр[429].
- Ланкаускас, Ромуальдас (87) — советский и литовский писатель, драматург и художник[430].
- Лютфи, Надя (83) — египетская актриса[431].
- Менар, Жак (74) — канадский бизнесмен и университетский администратор, канцлер университета Конкордия (2011—2014)[432].
- Милмор, Джейн (64) — американская актриса, сценаристка и продюсер[433].
- Минервини, Джанни (91) — итальянский продюсер[434].
- Мои, Дэниэл арап (95) — кенийский государственный деятель, президент Кении (1978—2002)[435].
- Петрович, Лилиана (81) — сербская эстрадная певица, участница Евровидения 1961 года[436].
- Пивень, Николай Дмитриевич (84) — советский партийный деятель, первый секретарь Благовещенского горкома КПСС (1980—?)[437].
- Пламмер, Фрэнк (67) — канадский микробиолог[438].
- Плешко, Евгений (71) — югославский велосипедист, участник летних Олимпийских игр в Мюнхене (1972)[439].
- Попков, Василий Иванович (81) — российский литературовед, филолог, краевед[440].
- Потапова, Наталия Александровна (73) — советский и российский искусствовед, декан факультета архитектуры Всероссийской академии живописи, ваяния и зодчества[441].
- Сарти, Бенито (83) — итальянский футболист, трёхкратный чемпион Италии (1959/60, 1960/61, 1966/67) в составе «Ювентуса», игрок национальной сборной[442].
- Сизов, Владимир Владимирович (73) — советский и российский художник, заслуженный художник Российской Федерации[443].
- Скворцов, Александр Викентьевич (65) — советский хоккеист, чемпион зимних Олимпийских игр в Сараево (1984), заслуженный мастер спорта (1981)[444].
- Телегин, Владимир Павлович (81) — советский и российский художник-пейзажист, заслуженный художник Российской Федерации (1999)[445].
- Халваши, Заза Фридонович (62) — грузинский кинорежиссёр[446].
- Хэндз, Терри (79) — британский театральный режиссёр, исполнительный директор и художественный руководитель «Королевской шекспировской труппы» (1978—1991), двукратный лауреат премии Лоренса Оливье в номинации «Лучший режиссёр» (1978, 1983)[447].
- Шагинян, Арам Арташесович (81) — советский и армянский химик, действительный член Национальной академии наук Республики Армения (2010)[448].
- Шанин, Теодор (89) — британский социолог, ректор (1995—2007) и президент (с 2007 года) Московской высшей школы социальных и экономических наук, иностранный член ВАСХНИЛ/РАСХН (1991—2014), иностранный член РАН (2014)[449].

## 3 февраля

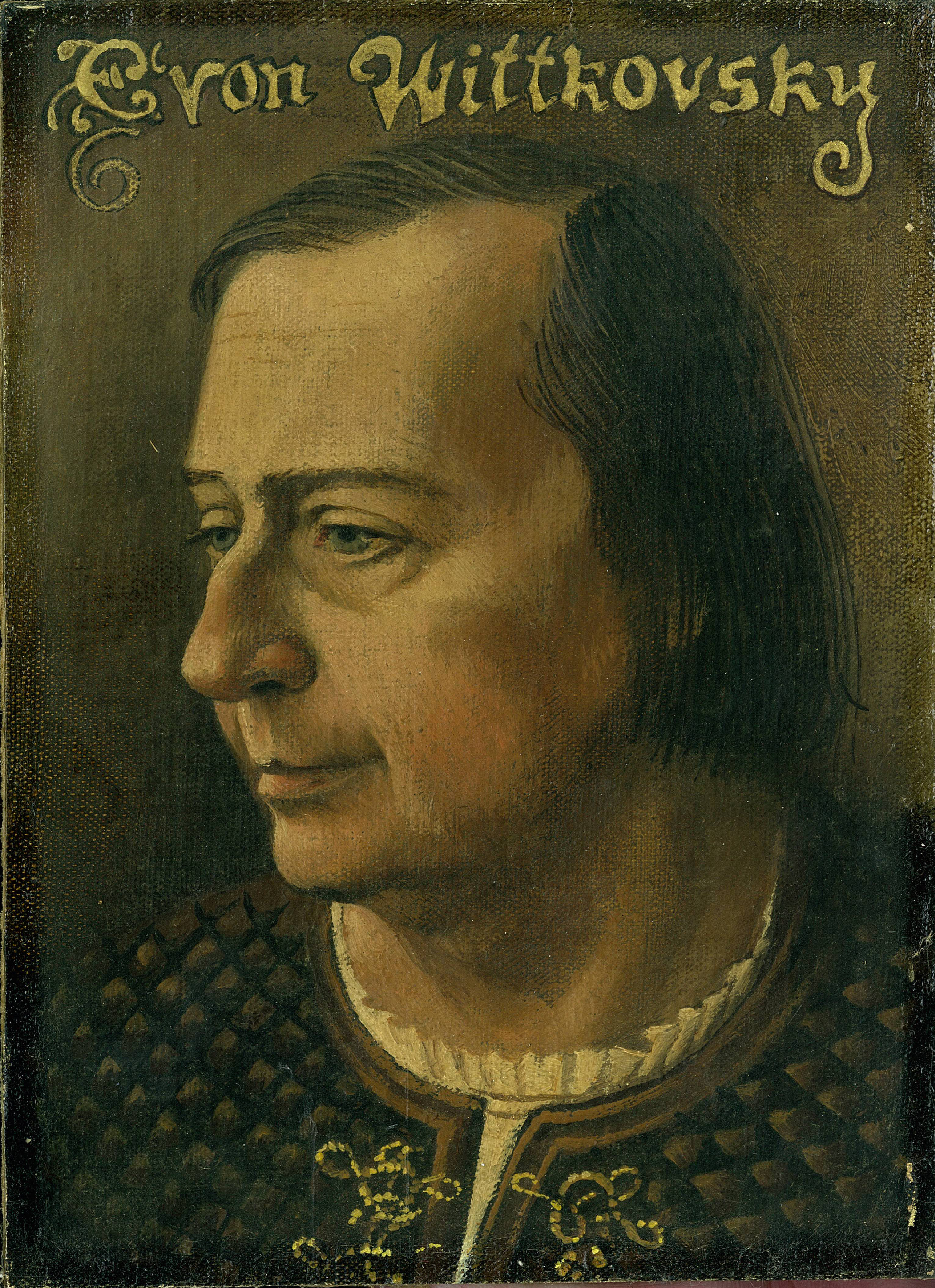
Евгений Витковский

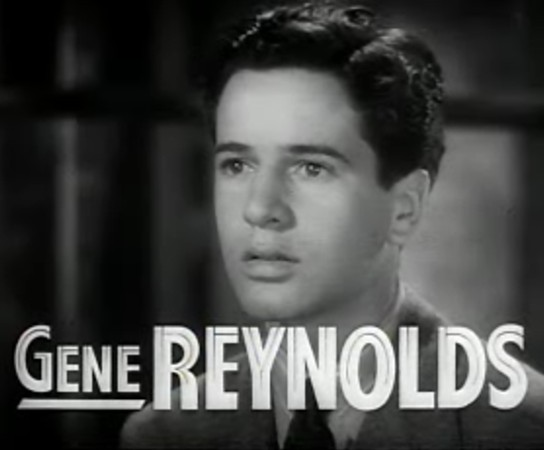
Джин Рейнольдс

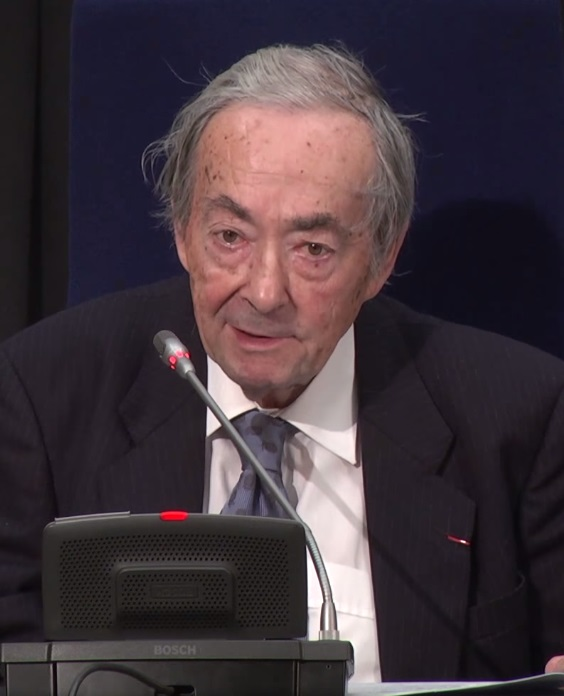
Джордж Стайнер

- Бампхус, Джонни (59) — американский профессиональный боксёр, чемпион мира по версии WBA (1984)[450].
- Витковский, Евгений Владимирович (69) — российский писатель-фантаст, литературовед, поэт, переводчик[451].
- Грант, Джон (70) — британский писатель[452].
- Калеев, Андрей Евгеньевич (59) — советский и российский актёр, артист Архангельского театра драмы (c 2003 года)[453].
- Карпычев, Александр Анатольевич (69) — российский военный деятель, генерал-лейтенант[454].
- Рейнольдс, Джин (96) — американский актёр, режиссёр, продюсер и сценарист, шестикратный обладатель премии «Эмми»[455].
- Родс, Фрэнк (93) — американский университетский администратор, президент Корнеллского университета (1977—1995)[456].
- Сбитнев, Евгений Александрович (92) — советский и российский физик, лауреат Ленинской и Государственных премий СССР, заслуженный деятель науки РФ (1998)[источник не указан 1881 день].
- Смирнова, Елена Олеговна (72) — советский и российский психолог, доктор психологических наук, профессор[457].
- Стайнер, Джордж (90) — франко-американский литературный критик, эссеист, философ, новеллист[458].
- Тимуш, Владимир Филиппович (70) — советский и российский художник[459].
- Шевченко, Валентина Семёновна (84) — советский государственный деятель, председатель Президиума Верховного Совета УССР (1985—1990)[460].

## 2 февраля

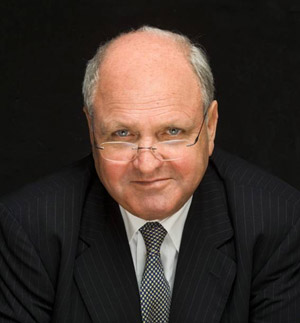
Майк Мур

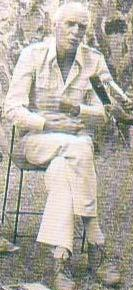
Майк Хоар

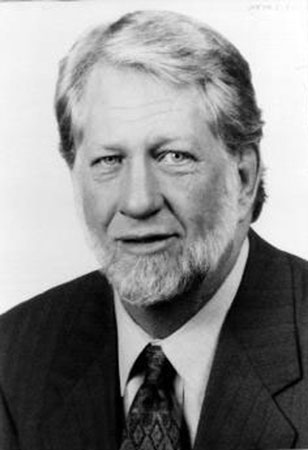
Бернард Эбберс

- Алума, Питер (46) — нигерийский баскетболист[461].
- Бедная, Наталья Владимировна (59) — русская поэтесса[462].
- Бойко, Эдуард Иванович (78) — советский и российский композитор, преподаватель Музыкального училища имени Гнесиных (с 1968 года)[463].
- Гукасян, Фрижета Гургеновна (89) — советский и российский киновед, заслуженный деятель искусств Российской Федерации (2002)[464].
- Девенпорт, Джонни Ли (69) — американский актёр[465].
- Крал, Иван (71) — американский певец, музыкант и композитор[466].
- Ледер, Филипп (85) — американский генетик, действительный член Национальной академии наук США (1979)[467].
- Могилатов, Владимир Сергеевич (74) — российский геофизик, доктор технических наук (2000), профессор кафедры геофизики НГУ[468].
- Мур, Майк (71) — новозеландский государственный деятель, премьер-министр (1990), генеральный директор Всемирной торговой организации (1999—2002)[469].
- Педан, Олег Игоревич (60) — украинский режиссёр-аниматор[470].
- Пономарёв, Александр Михайлович (74) — депутат Государственной Думы второго созыва[471].
- Рубин, Гарри (93) — американский биолог и вирусолог, лауреат Премии Альберта Ласкера за фундаментальные медицинские исследования (1964), член Национальной академии наук США и Американской академии искусств и наук (1974)[472].
- Тян, Валентин Васильевич (80) — русский писатель, поэт, публицист, издатель[473].
- Хоар, Майк (100) — британский военный деятель и южноафриканский наёмник[474].
- Шелдон, Роберт (96) — британский государственный деятель, член парламента (1964—2001), финансовый секретарь казначейства (1975—1979), председатель парламентского комитета по государственным счетам (1983—1997), пожизненный пэр как барон Шелдон с 2001 года, член Палаты лордов (2001—2015)[475].
- Эбберс, Бернард (78) — американский бизнесмен[476].
- Янин, Валентин Лаврентьевич (90) — советский и российский историк и археолог, заведующий кафедрой археологии исторического факультета МГУ (1978—2016), академик РАН (1991; академик АН СССР с 1990)[477].

## 1 февраля

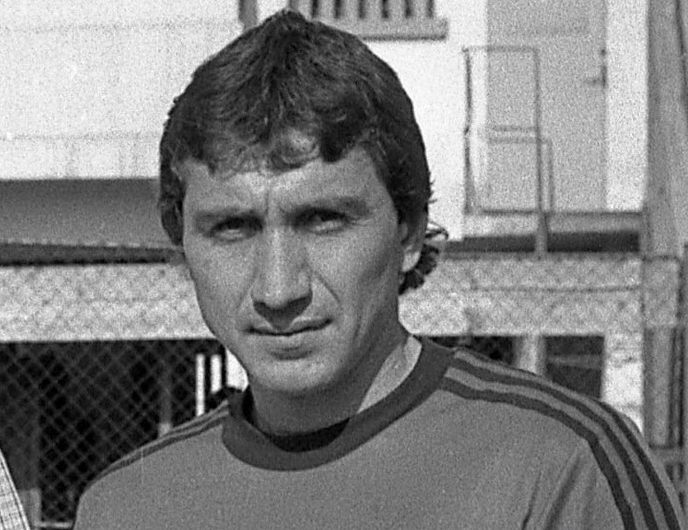
Илие Бэрбулеску

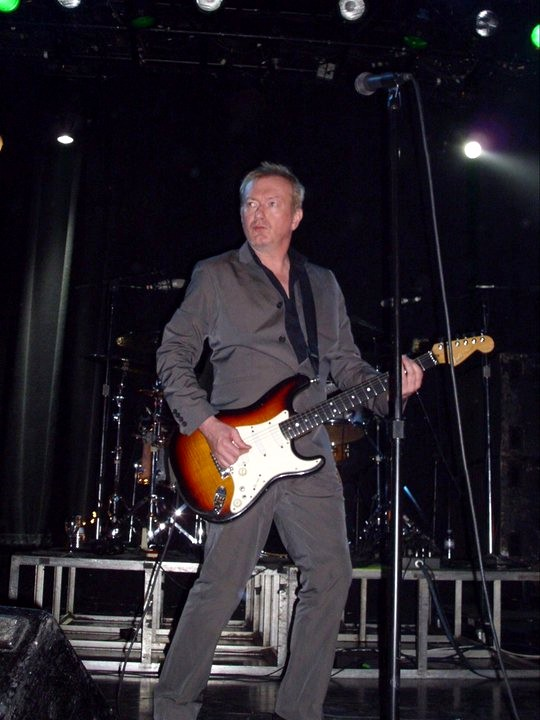
Энди Гилл

- Андораи, Петер (71) — венгерский актёр[478].
- Афанасьев, Виктор Васильевич (72) — российский военный дирижёр, начальник военно-оркестровой службы Вооружённых Сил РФ — главный военный дирижёр (1993—2002), генерал-лейтенант (1997)[479].
- Баязыт, Вурал (85) — турецкий адмирал, главнокомандующий Военно-морскими силами Турции (1992—1995)[480].
- Беркис, Айварс (83) — латвийский общественный и политический деятель, депутат Верховного Совета СССР и Сейма Латвии, председатель Крестьянского союза Латвии (1992—1993)[481].
- Бриедис, Леон (70) — латышский поэт, писатель и переводчик[482].
- Бэрбулеску, Илие (62) — румынский футболист, обладатель Кубка европейских чемпионов (1986) в составе клуба «Стяуа»[483].
- Вуд, Чарльз (87) — британский драматург и сценарист[484].
- Гарретт, Лайла (94) — американская сценаристка, двукратный лауреат Дневной премии «Эмми» (1974, 1975), лауреат Премии Гильдии сценаристов США (1985)[485].
- Гауччи, Лучано (81) — итальянский предприниматель, президент клуба «Перуджа» (1991—2004)[486].
- Гилл, Энди (64) — английский рок-музыкант и продюсер[487].
- Григорян, Арам Владимирович (62) — российский скульптор, академик РАХ (2012)[488].
- Дибьяджо, Джон (87) — американский университетский администратор, президент Коннектикутского университета (1970—1985), президент университета штата Мичиган (1985—1992), президент университета Тафтса (1992—2001)[489].
- Думан, Рональд (65) — американский психиатр, профессор психиатрии и фармакологии, пионер антидепрессантного лечения[490].
- Жутаев, Дар Игоревич (50) — российский востоковед, переводчик, политический и контркультурный деятель[491].
- Канвал, Джастин Сингх (100) — индийский писатель[492].
- Ковалец, Надежда Ивановна (92) — советский педагог, учитель русского языка и литературы в Большемалешевской средней школе Брестской области, Герой Социалистического Труда[493].
- Ландри, Роджер (86) — канадский бизнесмен, президент и издатель издательства La Presse (Монреаль) (1980—2000)[494].
- Майоров, Лев Николаевич (50) — советский, российский и азербайджанский футболист, тренер[495].
- Ревякин, Виктор Семёнович (83) — советский и российский географ, доктор географических наук (1978), профессор[496].
- Риччери, Лучиано (79) — итальянский художник-постановщик, лауреат «Серебряной ленты» (1991), лауреат премии «Давид ди Донателло» за лучшую художественную постановку (1991, 2001)[497].
- Сауткин, Михаил Фёдорович (89) — советский спортсмен и специалист в области спортивной медицины, доктор медицинских наук (1991), профессор кафедры физического воспитания и здоровья РязГМУ[498].
- Серкин, Питер (72) — американский пианист, лауреат «Грэмми» (1966, 1994)[499].